# Bacău
Bacău (pronunțieⓘ, în maghiară Bákó, supranumit și „orașul lui Bacovia”) este municipiul de reședință al județului cu același nume, Moldova, România. Este situat pe râul Bistrița, pe care în oraș există două centrale hidroelectrice (Bacău I și Bacău II) ce acoperă o parte a consumului local de energie electrică. Suprafața municipiului este de 43 km², iar populația este de 136.087 de locuitori (2021). Orașul este traversat de drumurile europene E85 și E574 ce fac legătura cu Bucureștiul, cu nordul țării și cu Transilvania. Pe calea feroviară legăturile naționale și internaționale se realizează prin rețeaua CFR. Bacăul dispune de un aeroport internațional ce asigură curse regulate către diferite destinații naționale și europene.

## Alte nume și etimologie
Istoricul Nicolae Iorga a fost de părere că denumirea orașului Bacău este de origine maghiară, precum numele Adjudului și Sascutului.
Expresia a-și găsi Bacăul, cu semnificația a da de bucluc, a fost explicată de Bogdan Petriceicu Hasdeu ca fiind o aluzie la neplăcerile pe care odinioară le făcea călătorilor importanta vamă din Bacău, centru vamal pentru tot ce intra din Muntenia și Transilvania. După Cihac, II, 477 (cf. Weigand, Jb., XVI, 75), numele provine din limba maghiară bakó „călău”. După DER, este vorba cu mai multă probabilitate de o contaminare a ambelor cuvinte, fiind o interpretare umoristică a numelui orașului, prin intermediul cuvântului din limba maghiară.
La sfârșitul secolului al XIX-lea, printre bătrânii orașului și ceangăi, în special din satele Călugăra-Mare și Luizi-Călugăra, încă mai circula legenda conform căreia în documentele vechi ale pământurilor lor ar fi existat un Bako, maghiar din Călugăra care a fugit în Ungaria, dând numele târgului. Acesta fiind prins în Ungaria și condamnat la moarte, a putut scăpa de pedeapsă dacă accepta să devină călău – vezi bakó la Wikționar – (obicei menținut până în secolul al XIX-lea în Rusia). După expirarea termenului, acesta a putut să se întoarcă în Moldova. Ulterior, și-a deschis o crâșmă pe drumul spre Roman, cunoscută drept „crâșma lui Bako”, devenind un reper.
Ion Antonescu a ordonat la data de 6 martie 1943 cu adresa nr. 116.212 efectuarea lucrărilor pentru românizarea nomenclaturii localităților din județele Moldovei în cadrul uniformizării localităților din România, ordin prin care urma să se schimbe denumirea orașului Bacău, în Gura Bistriței. Vizate de schimbări erau și alte localități din județ: Asău, Agăș, Tamași, Pustiana și altele.

## Geografie

### Teritoriu
Municipiul Bacău, reședința județului cu același nume, se află în Nord-Estul țării, în partea central-vestică a Moldovei, la doar 9,6 km în amonte de confluența Siret-Bistrița.
Geografic, se află la intersecția meridianului de 26° 55' longitudine estică cu paralela de 46° 35' latitudine nordică.
Din punct de vedere administrativ se învecinează cu localitățile Hemeiuș și Săucești în Nord, cu localitatea Letea Veche în est, la sud cu localitățile Luizi-Călugăra și Nicolae Bălcescu iar în vest cu localitățile Măgura și Mărgineni. Între aceste limite orașul ocupă o suprafață de 4186,23 ha.

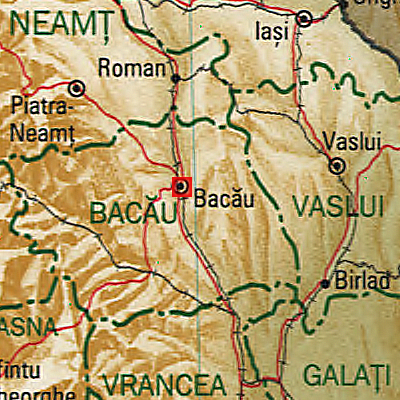
Orașe de lângă Bacău

Patru trepte de altitudine, între 150 m și 250 m marchează relieful Bacăului, el aflându-se în cea mai mare parte a localității, pe a doua terasă 160–165 m. Se detașează terasa de luncă joasă, dar se înalță în șesul comun al Bistriței cu Siretul. Albia majoră a Bistriței este predominată în raza așezării, prin depozitele de prundișuri, constituind un adevărat rezervor pentru acumularea apelor freatice.
Bacăul prezintă un avantaj și prin poziționarea sa în imediata apropiere cu linia de dislocație subcarpatică. Bacăul se află pe terase plane sau ușor înclinate cu o expoziție estică și sud-estică, în talazuri stabilizate, având un drenaj bun și o pânză freatică bogată. Luncile și terasele din apropiere sunt larg folosite pentru cultura de pomi fructiferi, viță de vie și cereale. Dacă în trecut modelarea reliefului se făcea de către cataclisme, după anii 50, omul a fost cel care ridicând baraje și diguri, între anii 1958-1966, l-a influențat, acționând astfel și asupra climei.
Poziția și cadrul natural au favorizat dezvoltarea rapidă a așezării de pe Bistrița, încă din Evul Mediu Bacăul devenind un important nod de intersecție a principalelor artere comerciale din partea central vestică a Moldovei. Drumul Siretului sau Drumul Moldovenesc, care unea orașele baltice cu zona dunăreano-pontică, se intersecta cu Drumul Păcurii, ce începea la Moinești, cu Drumul Sării, dinspre Târgu Ocna, cu Drumul Brașovului (drumul de jos), cu Drumurile Transilvaniei ce traversau Carpații Orientali prin pasurile Ghimeș, Bicaz, Tulgheș, și cu drumul plutelor, pe Bistrița. Toate arterele din NV și SV se îndreptau spre bazinele Bârladului și Prutului prin nordul Colinelor Tutovei.

### Hidrografie

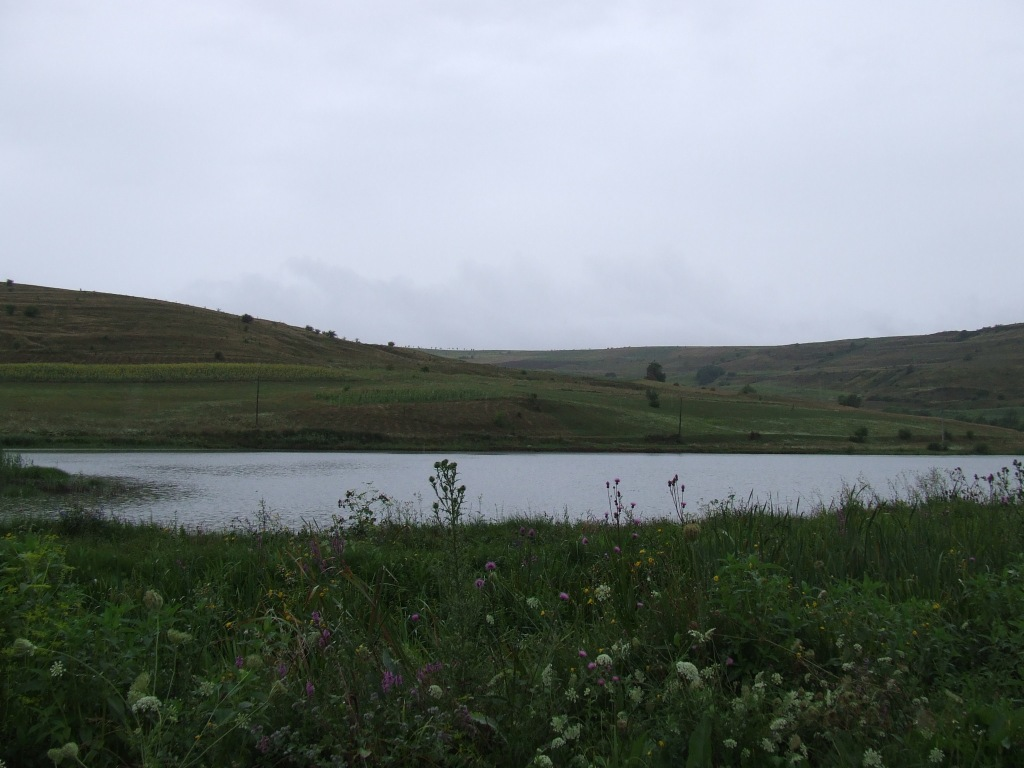
Bistrița

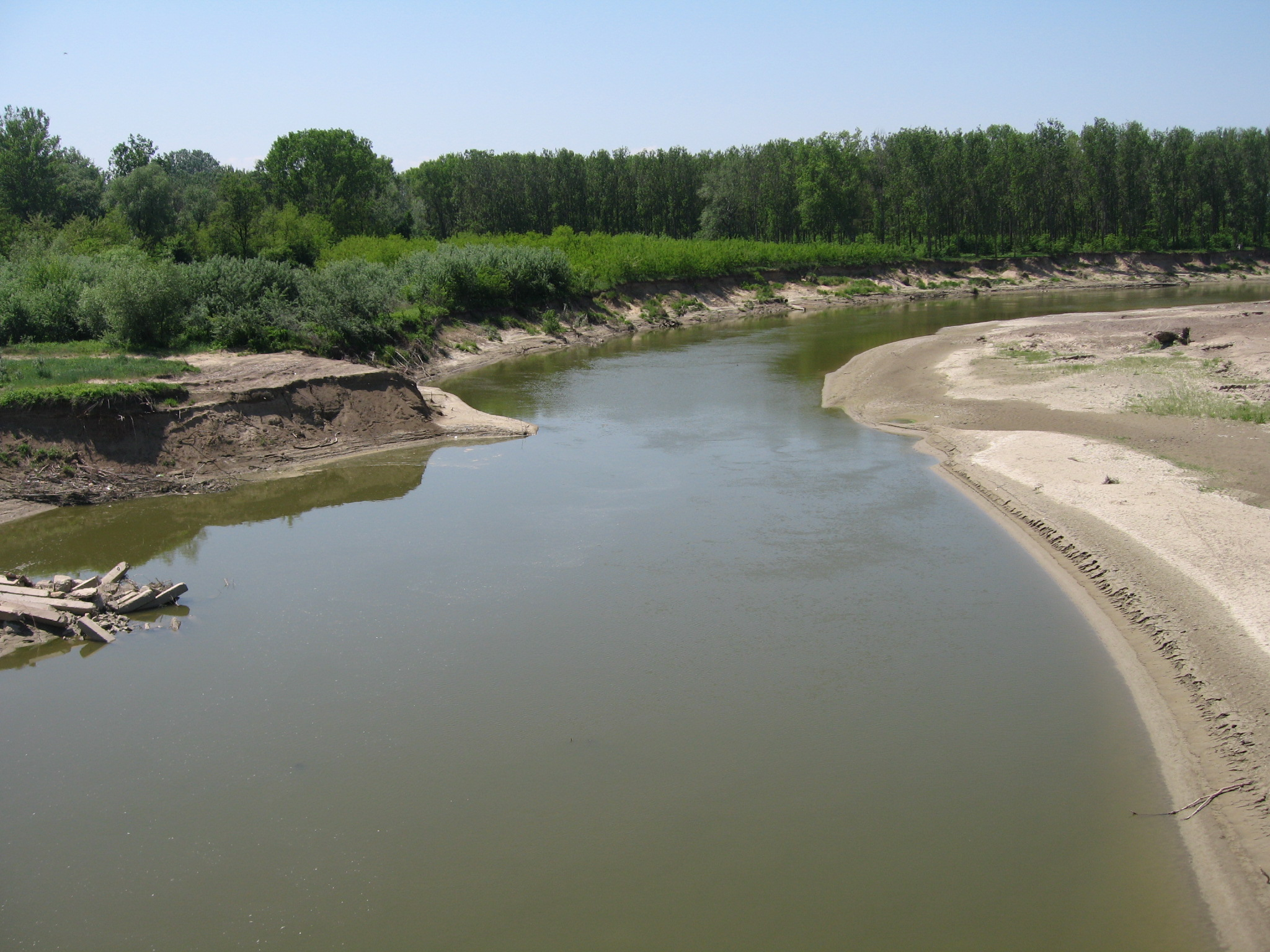
Siretul

Rețeaua hidrografică este reprezentată de cele două râuri, Siret și Bistrița, și de afluenții acestora: Bahna, Izvoarele, Cleja - pentru Siret, respectiv Trebeșul cu afluenții săi Bârnat și Negel - pentru Bistrița. Datorită influenței antropice regimul hidrologic al celor două râuri a fost complet modificat, amenajările hidroenergetice contribuind la regularizarea scurgerii. Pe Bistrița au fost create lacurile de acumulare Lilieci, Șerbănești cu rol complex: asigurarea energiei electrice, combaterea inundațiilor, alimentarea cu apă potabilă și industrială, practicarea sporturilor nautice.
Valea comună a celor două râuri are aspectul unui vast uluc depresionar cu orientare nord-sud, cu o deschidere laterală spre vest, spre valea Bistriței, și o îngustare spre sud, „poarta Siretului", suprapunându-se contactului dintre Colinele Tutovei și culmile subcarpatice Pietricica-Barboiu.
Toate lacurile de acumulare din Bacău sunt considerate arii naturale protejate avifaunistice  și  sunt în custodia Centrului Regional de Ecologie Bacău prin situl Natura 2000.

### Clima
Climatul municipiului este unul temperat-continental accentuat, cu ierni reci, veri secetoase și călduroase, datorat acțiunii unui complex de factori naturali (circulația generală a atmosferei, radiația solară, relieful) și antropici, orașul însuși având un rol esențial în crearea propriei topoclime printr-o serie de factori care se manifestă constant (materialele de construcție, profilul accidentat, spațiile verzi), respectiv prin intermediul unor factori secundari (încălzirea artificială, poluarea atmosferei). Acțiunea comună a acestora determină perturbări ale circuitului biogeochimic la nivelul sistemului, consecința directă fiind disconfortul urban.

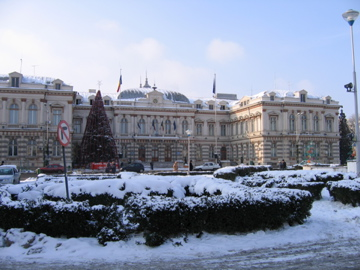
Palatul administrativ iarna

Temperatura medie anuală este de 12 °C, oscilând între -4 °C, în luna ianuarie, și 20,6 °C, în luna iunie, constatându-se o ușoară modificare a regimului termic în ultimii ani datorită lacurilor de acumulare, încălzirii globale și poluării atmosferei. Temperatura maximă absolută cu o valoare de 40,3 °C (24 iulie 2007) a fost depășită în vara anului 2012, când mercurul termometrului a urcat până la 41,9 °C în ziua de 7 august.
Cantitatea medie anuală de precipitații este de 541mm/m²/an, existând diferențe între sezonul cald (82,8mm-luna iunie) și cel rece (24mm-luna februarie). Aversele sunt frecvente în lunile iulie-august.
Cel mai rece an a fost 1942, cu doar 7 °C, iar cel mai ploios 1897 cu 962,5 l/m². O secetă necruțătoare s-a abătut în anul 1954, când și zăpezile au însumat doar 294,5 l/m².
Ceața e prezentă 82 de zile maxim și minim 29 de zile.

### Flora și fauna
Covorul biogeografic a evoluat sub semnul impactului antropic. Într-o zonă în care pădurile dețineau 70-80% din suprafață s-a ajuns ca în prezent coeficientul de împădurire să fie de 25,7%, formațiunile dominante fiind cele de stepă și luncile râurilor și pădurile de foioase din jurul orașului folosite în scop recreativ.
Clasificare:
- faună acvatică, condiționată de biotopurile specifice Bistriței, Siretului și apelor stătătoare;
- fauna de luncǎ (animale care își caută hrana în apă sau la marginea apei);
- fauna de terase și versanți, alcătuită din specii de rozătoare mici, animale și păsări specifice pădurilor de foioase.

Fauna zonei periurbane prezintă o însemnată valoare cinegetică; unele animale sunt vânate pentru blană, altele, pentru carne.
Condițiile pedogenetice au dus la formarea unor soluri variate, în general brune și brune argiloiluviale, cu un conținut de humus de 1-5‰, ce asigură o fertilitate medie bună pentru terenurile agricole. Între solurile intrazonale se remarcă cele hidromorfe, lăcoviștile și solurie aluviale în diferite stadii de evoluție.

## Demografie
Componența etnică a municipiului Bacău
     Români (76,01%)
     Alte etnii (0,9%)
     Necunoscută (23,09%)
Componența confesională a municipiului Bacău
     Ortodocși (66,17%)
     Romano-catolici (7,82%)
     Alte religii (1,79%)
     Necunoscută (24,23%)
Conform recensământului efectuat în 2021, populația municipiului Bacău se ridică la 136.087 de locuitori, în scădere față de recensământul anterior din 2011, când fuseseră înregistrați 144.307 locuitori. Majoritatea locuitorilor sunt români (76,01%), iar pentru 23,09% nu se cunoaște apartenența etnică. Din punct de vedere confesional, majoritatea locuitorilor sunt ortodocși (66,17%), cu o minoritate de romano-catolici (7,82%), iar pentru 24,23% nu se cunoaște apartenența confesională.

### Evoluția istorică a populației
| Populație după limba maternă |           |
| Limbă                        | Populație |
| Română                       | 131870    |
| Romani                       | 878       |
| Maghiară                     | 115       |
| Turcă                        | 34        |
| Rusă                         | 23        |
| Germană                      | 19        |
| Ucraineană                   | 9         |
| Tătară                       | 5         |
| Alta                         | 118       |
| Nedeclarată                  | 878       |

Pe parcursul celor 6 secole de existență, Bacăul a cunoscut atât perioade de creștere demografică dar și de regres, consecință a condițiilor economice, socio-culturale și istorice care au caracterizat fiecare etapă a evoluției sale. O importanță deosebită o are sfârșitul secolului XX-lea, care a adus noi orientări și tendințe demografice.
Conform datelor recensământului din 1930, municipiul Bacău număra în acel an 31.138 de locuitori. Dintre aceștia 19.421 s-au declarat români, 9.424 evrei, 822 maghiari, 406 germani ș.a. Din punct de vedere confesional, 19.091 s-au declarat ortodocși, 161 greco-catolici, 1.893 romano-catolici, 144 evanghelici-luterani, 9.593 mozaici ș.a. Odinioară înfloritoare, comunitatea evreiască din oraș s-a stins în urma celui de-al doilea război mondial, din două motive: 1) persecuția, azi inadmisibilă și irațională, de sub regimul antonescian în anii războiului, când evreii erau scoși în afara societății și trimiși în fabricile morții naziste                                                       2) instalarea regimului comunist după război, mai ales după ce evreii au început să fie epurați în mod tacit din funcțiile de conducere politică sau administrativă.
La recensământul din 18 martie 2002, Bacăul număra 175.500 de locuitori, structura etnică fiind evidențiată astfel: 173.041 români, 1.605 țigani, 191 maghiari, 118 evrei, 83 germani, 80 ceangăi, 53 italieni ș.a. Fiecare din celelalte etnii era compusă din mai puțin de 50 de persoane. Distribuția populației stabile pe confesiuni religioase: 153.849 ortodocși, 19.094 romano-catolici, restul confesiunilor, inclusiv ateii, nedepășind fiecare 500 de adepți.
Bacău - evoluția demografică

050.000100.000150.000200.000250.00019121948196619922011populațiePopulația istorică din Bacău
Date: Recensăminte sau birourile de statistică - grafică realizată de Wikipedia

## Istorie
Zona a fost locuită din timpul  paleoliticului superior (aproximativ 5.000 de ani în urmă). În perimetrul Pieții Revoluției s-a descoperit un racloir de silex negru-vinețiu de formă trapezoidală. Obiect folosit la vânătoare în împrejurimile care atunci erau acoperite de păduri. O altă prezență umană în valea localității s-a descoperit cu ocazia săpăturilor pentru Pasajul Mărgineni. La opt metri adâncime, muncitorii găsesc urmele unei așezări din epoca mijlocie a bronzului - Cultura Monteoru. Un strat gros de mâl a păstrat pentru eternitate dovada marilor cataclisme care au modificat relieful. O altă așezare, de data aceasta, fiind identificată ca, aparținând epocii bronzului târziu - Cultura Noua a fost scoasa la lumina în perimetrul Precista (referința).
Mai multe fragmente de ceramică din secolul VI - V î. Hr., atestă o așezare hallstattiană pe actuala stradă Bradului, care după cucerirea Daciei de către romani a rămas în afara granițelor Imperiului Roman, fiind locuită de Carpi. Aceștia vor fi în legătura permanentă cu Imperiul Roman, fapt ilustrat de numeroase descoperiri arheologice constând în ceramică, monede și obiecte de podoabă.

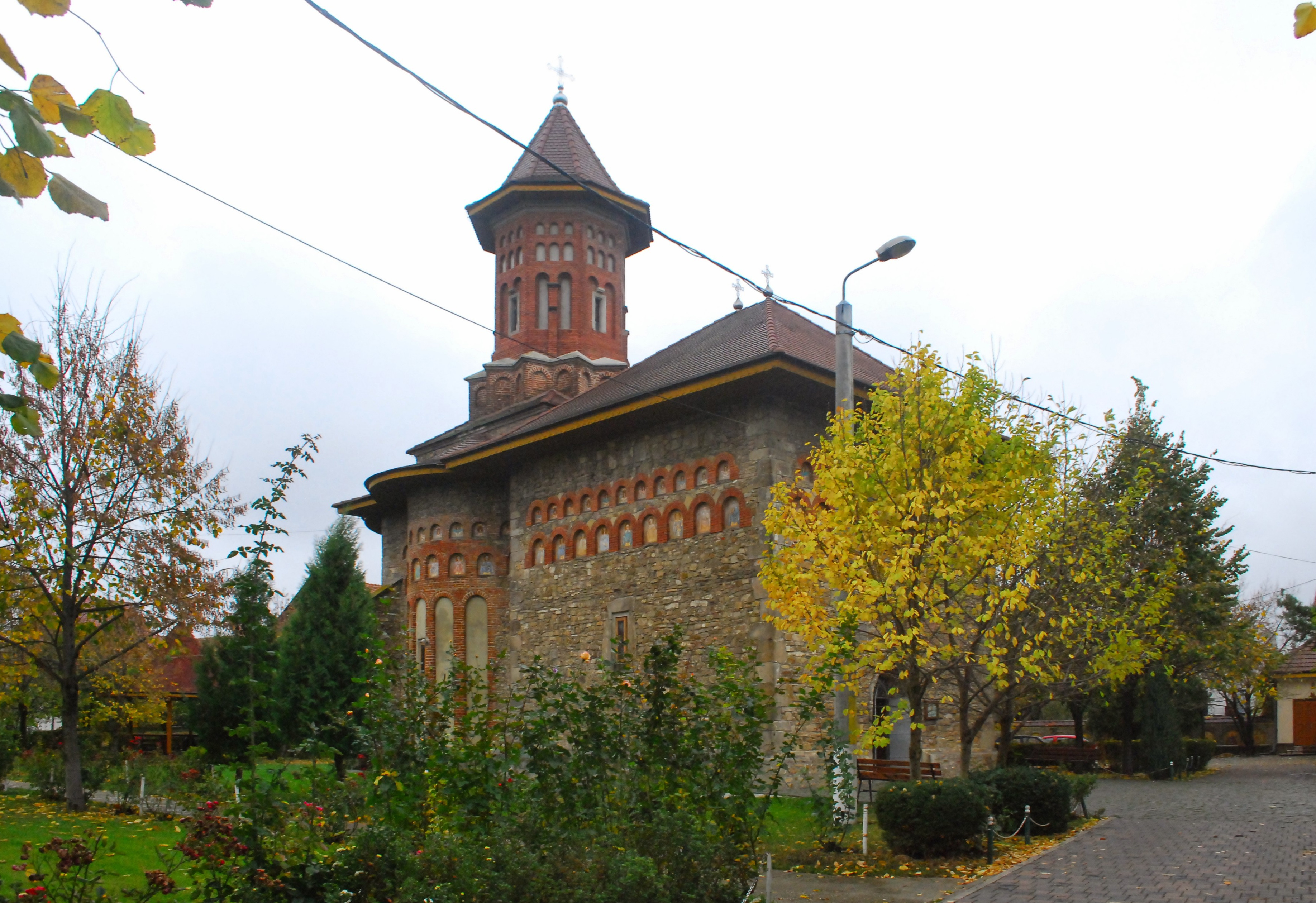
Biserica Precista

O altă așezare din secolele IV-V d.Hr., compusă din șapte locuințe a fost cercetată în zona Curții Domnești. Fiecare locuință are o încăpere cu pereți din bârne și un cuptor de ars ceramică. S-a găsit ceramică lucrată cu roata, dar și cu mâna, precum și o fibulă de bronz. Putem considera că aici era o comunitate sătească autohtonă continuatoare a comunității daco-romane.
Cercetările efectuate in zona Băncii Naționale au scos la suprafață o așezare din secolele V-VI d.Hr. Peste ea s-a mai descoperit o alta din secolele VI-VII d.Hr., alcătuită din opt locuințe dispuse după un plan riguros, pe care arheologii le numesc cuib. Inventarul lor cuprinde ceramică lucrată cu mâna, mai ales vase-borcan, la modă pe atunci. După calculele arheologilor numărul băcăuanelor era de 100 de persoane. Se ocupau cu agricultura, creșterea vitelor, meșteșugurile, cu pescuitul în multele ape din zonă, iar în pădure cu vânatul. Faptul că pe mai multe vase se afla imprimat semnul crucii, duce la concluzia că era o comunitate creștină. Era o localitate stabilă care avea legături cu lumea bizantină, numeroase monede ilustrând acest fapt.

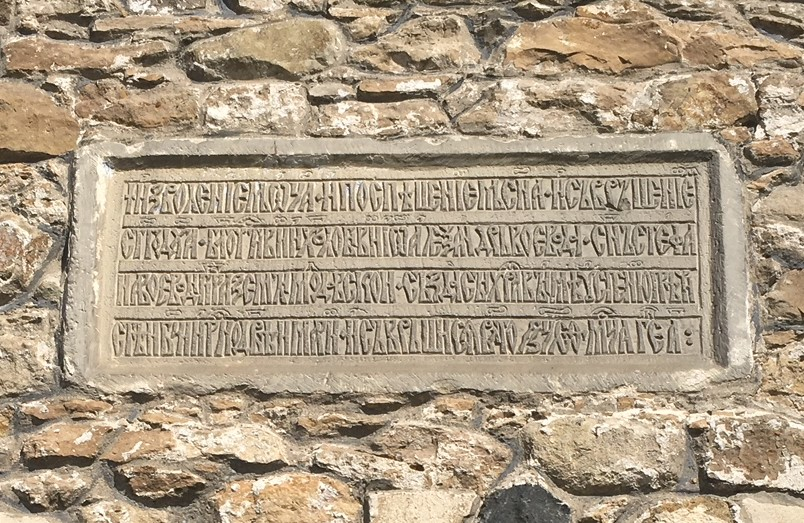
Una dintre primele atestări ale orașului

La sfârșitul secolului al IX-lea, in regiunile de câmpie ale Moldovei de Sud, dar și în Muntenia și Transilvania, se așează un popor al cărui nume face istorie: pecenegii. Vor sta neclintiți aproape două secole, apoi vor fi alungați peste Dunăre de un alt popor, cumanii. Pentru cumani Bacăul (Bako este un nume peceneg dar și cuman) este locul ideal pentru creșterea cailor, lucru foarte necesar lor. În 1223, la Kalka, vor fi risipiți in urma bătăliei cu tătarii și cei ce au scăpat cu viața, s-au retras în ținuturile dintre Nistru si Carpați. In 1241, tătari pârjolesc și regiunea de la nord-est de Bacău. Pe șoseaua națională Bacău-Bârlad, între satele Traian și Secuieni, jud. Bacău, se bănuiește existența unui mormânt cuman (ref). Cumanii mai importanți erau înhumați alături de câțiva oșteni apropiați (îngropați de vii sau după sinucidere) și alături de calul preferat. Peste mormânt se ridicau movile mari de pământ.
Până cu puțin timp în urmă, prima atestare documentară cunoscută era de pe timpul lui Alexandru cel Bun, 6 octombrie 1408. Cercetătorul Ștefan S. Gorovei, demonstrează că Bacăul are actul de naștere între anii 1391-1432 în timpul domniei lui Petru I Mușat. În 1399 orașul este menționat în documentul lui Iuga Vodă, prin care se dă carte de judecată între spătarul Răducanu cu răzeșii satului Brătila, din ținutul Bacăului. La 15 aprilie 1400, aflăm ca în Bacău se află o parte a Cavalerilor Ioaniți, numiți mai târziu Cavalerii de Malta. O scrisoare este trimisă în Civitas Bachovien de Papa Bonifaciu al II-lea. În 1409 studia la Cracovia, studentul băcăuan Gregorias de Bachwya. Ceva mai târziu, în 5 martie 1431, localitatea este numită civitas Bako.
La sfârșitul secolului al XIV-lea Bacăul era bine închegat ca așezare urbană, una dintre cele mai prospere din întreaga Moldovă, având atribuții militare și comerciale foarte importante. Reședința Domnească din vremea lui Alexandru cel Bun corespunde perioadei în care acesta a avut-o de soție pe Margareta de Losoncz, fiica voievodului Ladislau de Losoncz.
Orașul Bacău a fost ocupat în noiembrie 1467 de oștile maghiare conduse de Matei Corvin, cu o lună înainte de Bătălia de la Baia. Localitatea este cunoscută și datorită importanței sale în relațiile comerciale dintre Moldova, Transilvania și Țara Românească, fiind un punct de vamă. În secolul al XV-lea în acest oraș s-a stabilit Alexăndrel, fiul lui Ștefan cel Mare, care a dat ordin pentru construirea Curții Domnești și Bisericii Precista, celebre monumente istorice.
În anul 1607 papa Paul al V-lea a înființat Episcopia de Bacău, ca episcopiei sufragană (subordonată) Arhiepiscopiei de Kalocsa. Catedrala episcopală, dedicată Sfintei Maria, a suferit importante stricăciuni cu ocazia inundațiilor din anul 1676. În locul vechii catedrale a fost construită în anul 1839 Biserica romano-catolică Sfântul Nicolae din Bacău.

### Stemă
Stema municipiului Bacău o are pe Maica Precista în partea inferioară, ocrotitoarea orașului, iar în partea superioară se găsesc cerbul și brazii, primele simboluri heraldice ale Bacăului.
În partea inferioară culoarea aleasă este roșul. Culoarea roșie este specifică stemelor din Moldova iar albastrul, ce se regăsește în zona superioară, este culoarea imediat următoare ca semnificație conform codului culorilor și a normelor heraldice.
Cele două zone sunt despărțite de un brâu ce reprezintă vocația constructivă a orașului Bacău, aspirațiile sale către viitor.
Cele șapte turnuri din partea superioară simbolizează faptul că Bacăul este municipiul reședință de județ.

## Economie

### Industrie
Județul Bacău este unul dintre centrele cele mai industrializate din Moldova, având două mari rafinarii de petrol situate lângă orașele Onești și Dărmănești. După căderea comunismului, activitățile industriale principale cuprind: industria petrochimică, industria nutrițională, industria prelucrării lemnului și a hârtiei, industria textilă, industria chimică, industria mecanică, industria aeronautică.

## Transport

#### Feroviar
- Gara Bacău

Municipiul Bacău este punctul de intersecție între:
- magistrala: București - Ploiești - Buzău - Râmnicu Sărat - Focșani - Adjud - Bacău - Roman - Pașcani - Suceava - Vadu Siretului și
- linia secundară: Bacău - Buhuși - Piatra Neamț - Bicaz

Prin municipiul Bacău trec trenurile internaționale:
- BULGARIA EXPRES: Sofia - Ruse - Giurgiu - București - Ploiești - Buzău - Focșani - Bacău - Pașcani - Suceava - Dornești - Vicșani - Vadu Siretului - Moscova
- PRIETENIA: București - Ploiești - Buzău - Focșani - Bacău - Roman - Iași - Nicolina - Cristești Jijia - Ungheni - Chișinău

#### Rutier

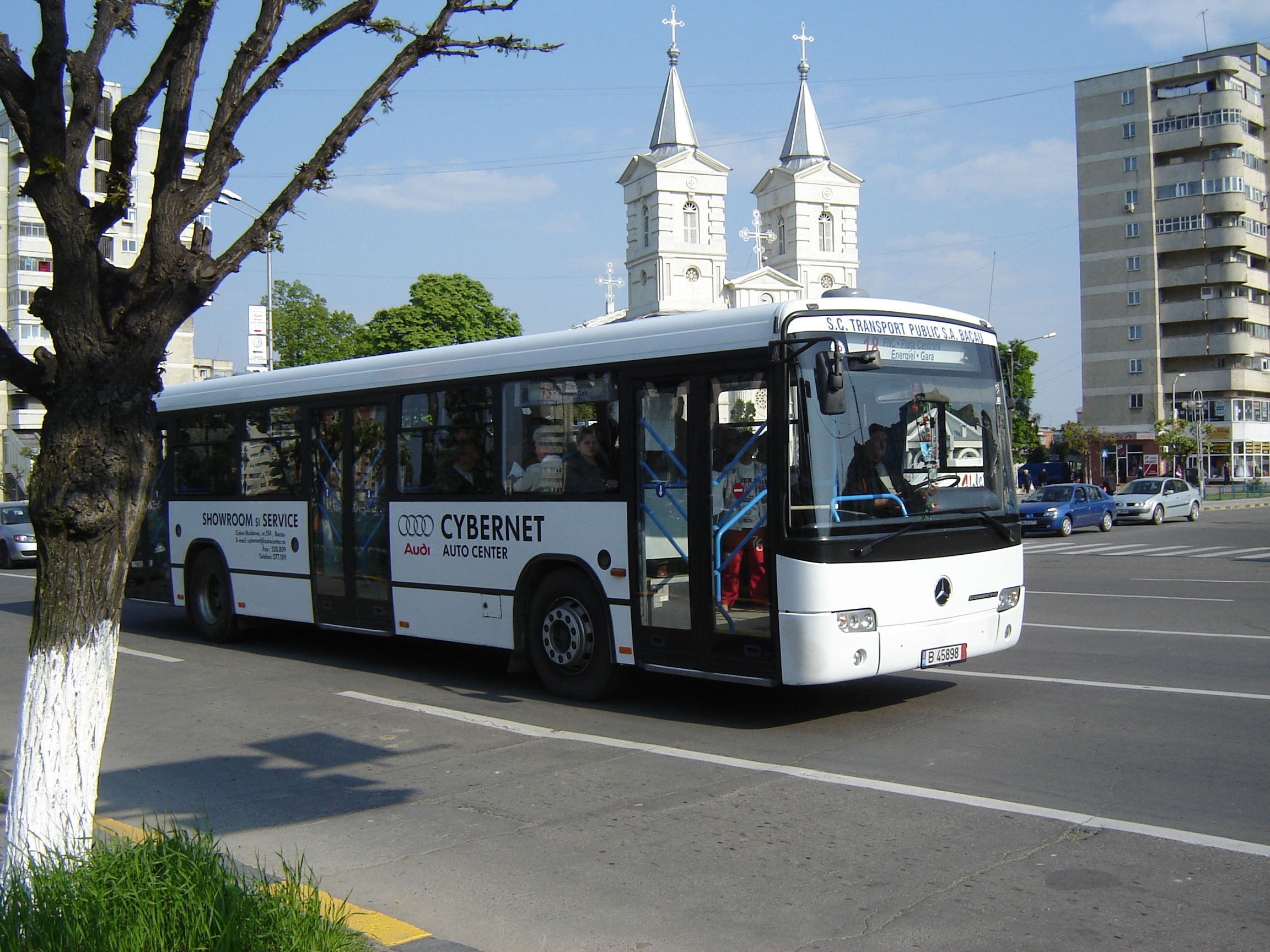
Autobuzele din Bacău

Bacăul este un important nod rutier. Drumurile care trec prin municipiu sunt: 
- E 85 - drum european care traversează Europa de la nord la sud, legând Marea Baltică de Marea Egee;
- E 574: Bacău, Onești, Târgu Secuiesc, Brașov, Pitești, Craiova;
- DN 15: Bacău, Piatra Neamț, Bicaz, Poiana Largului, Toplița, Reghin, Târgu Mureș, Luduș, Câmpia Turzii, Turda;
- DN 2F: Bacău, Vaslui;
- DN 2G: Bacău, Moinești, Comănești;
- Un segment de 16 km din autostrada A7 ,care face parte din Centura Bacăului, se află în partea de est și a fost inaugurat pe 2 decembrie 2020.

#### Aerian
Aeroportul Internațional George Enescu din Bacău deservește, pe lângă locuitorii județului Bacău, și pe cei ai județelor învecinate: Neamț, Vaslui, Vrancea, Covasna, Galați.
Bacăul este legat prin curse directe de:
- Roma Fiumicino , Milano Bergamo, Torino Cuneo, Bologna, Londra Luton ( 30.10-29.03) si Bruxelles, Dublin, Paris - Beauvais (30.03- 29.10) - Blue Air

## Administrație
Municipiul Bacău este administrat de un primar și un consiliu local compus din 23 consilieri. Primarul, Lucian-Daniel Stanciu-Viziteu, de la Alianța Dreapta Unită, este în funcție din 2020. Începând cu alegerile locale din 2024, consiliul local are următoarea componență pe partide politice:
|  | Partid                            | Consilieri | Componența Consiliului | Componența Consiliului | Componența Consiliului | Componența Consiliului | Componența Consiliului | Componența Consiliului | Componența Consiliului | Componența Consiliului |
|  | --------------------------------- | ---------- | ---------------------- | ---------------------- | ---------------------- | ---------------------- | ---------------------- | ---------------------- | ---------------------- | ---------------------- |
|  | Coaliția Națională pentru România | 8          |                        |                        |                        |                        |                        |                        |                        |                        |
|  | Alianța Dreapta Unită             | 7          |                        |                        |                        |                        |                        |                        |                        |                        |
|  | Partidul Verde                    | 3          |                        |                        |                        |                        |                        |                        |                        |                        |
|  | Alianța pentru Unirea Românilor   | 3          |                        |                        |                        |                        |                        |                        |                        |                        |
|  | Partidul Ecologist Român          | 2          |                        |                        |                        |                        |                        |                        |                        |                        |

### Împărțirea administrativă
Bacăul este format dintr-o singură localitate, care nu are subdiviziuni administrative. Acea localitate este, neoficial, împărțită în 11 cartiere. Există un proiect de reactualizare a Planului Urbanistic General al municipiului Bacău care delimitează 28 de U.T.R.-uri (unități teritoriale de referință - reprezentare convențională a unui teritoriu având o funcțiune predominantă sau/și omogenitate funcțională, caracteristici morfologice unitare, care sunt de regulă delimitate prin limite fizice existente în teren: elemente naturale, străzi, limite de proprietate etc.)

### Zona metropolitană
Conform Eurostat, Bacăul are o zonă urbană lărgită (LUZ - concept european echivalent cu zona metropolitană) de 196.435 locuitori (2007).
Pe de altă parte, Zona Metropolitană Bacău este un proiect local pentru crearea unei unități administrative integrate între municipiul Bacău și localități din apropiere, Berești-Bistrița, Buhoci, Faraoani, Filipești, Gioseni, Hemeiuș, Itești, Izvoru Berheciului, Letea Veche, Luizi-Călugăra, Măgura, Mărgineni, Nicolae Bălcescu, Odobești, Prăjești, Sărata, Săucești, Secuieni, Tamași și Traian, însumând o populație de 196.135 locuitori.

### Relații externe
Localitățile înfrățite:
- Petah Tikva (din 2000)
- Blaj (din 2003)
- Mandaue (din 2011)

Orașe cu acord de colaborare:
- Torino (din 2007)

## Cultură și educație
Orașul are o rețea de învățământ dezvoltată, care acoperă întregul plan educațional, de la grădinițe, școli, licee vechi, până la universități. 

### Biblioteci

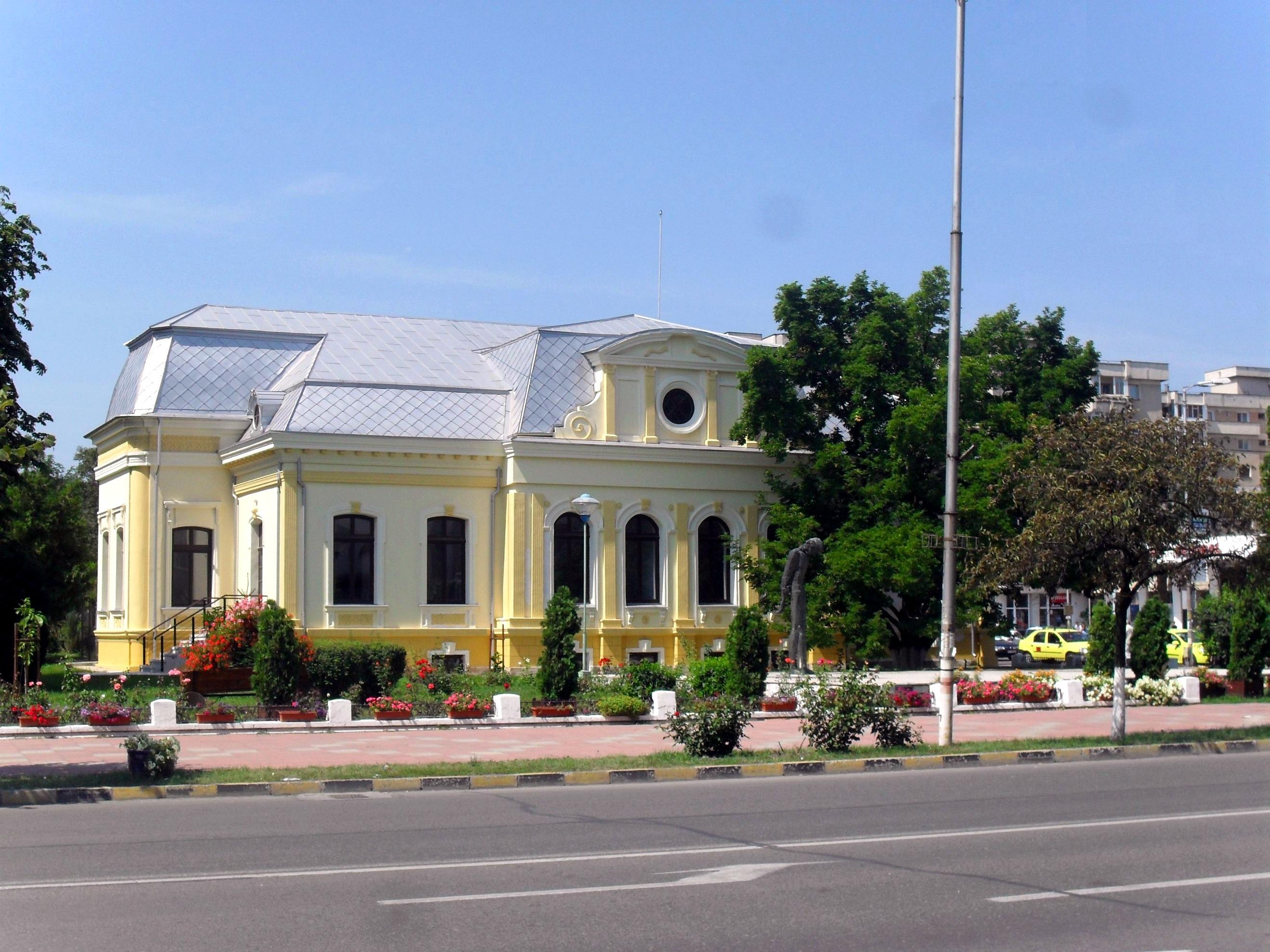
Fosta clădire a bibliotecii

- Biblioteca Județeană „Costache Sturdza”.[24] înființată în anul 1893, vechiul său sediu fiind într-o clădire de patrimoniu din strada Ioniță Sandu Sturdza. În vara anului 2005, biblioteca a fost transferată cu întregul fond de carte la parterul clădirii Muzeului de Științele Naturii „Ion Borcea”, din Parcul Cancicov. Numele bibliotecii amintește de primarul Gheorghe Sturdza, fiul beizadelei Costache Sturdza și nepot al domnitorului Ioniță Sandu Sturdza care, prin intermediul societății "Cultura", a dăruit 948 de volume. Acestea, alături de cele donate de alte persoane, au format un fond de carte inițial de aproape 2000 de volume. Biblioteca, inaugurată în 27 iunie 1893, a funcționat la început în localul Primăriei, construit în 1850.

### Studii universitare și cercetare
- Universitatea „Vasile Alecsandri” care se ocupă de cercetare științifică și transfer tehnologic.
- Universitatea George Bacovia
- Stațiunea de cercetare și dezvoltare pentru Legumicultură[25], înființată la 1 septembrie 1974, în contextul realizării programului de autoaprovizionare și de dezvoltare a unei legumiculturi moderne și eficiente în zona de est, unde tradițiile de producție și cercetare în cultura legumelor erau relativ reduse.
- Stațiunea de Cercetare Dezvoltare pentru Creșterea Ovinelor și Caprinelor Secuieni Bacău[26], înființată în 1981

### Licee
| - Colegiul Național „Vasile Alecsandri” - Colegiul Național „Gheorghe Vrânceanu” - Colegiul Național „Ferdinand I” - Colegiul Național Pedagogic „Ștefan cel Mare” - Colegiul „Henri Coandă” - Colegiul „Mihai Eminescu” - Colegiul Economic „Ion Ghica” - Colegiul Național Catolic "Sf. Iosif” - Colegiul Tehnic de Comunicații "Nicolae Vasilescu-Karpen" | - Colegiul Tehnic „Anghel Saligny” - Colegiul Tehnic „Dimitrie Mangeron” - Colegiul National de Arta „George Apostu” - Liceul cu Program Sportiv - Grupul Școlar „Grigore Tabacaru” - Grupul Școlar „Grigore Moisil” - Grupul Școlar de Ecologie și Protecția Mediului „Grigore Antipa” - Grupul Școlar „Petru Rareș” |

### Universități
- Universitatea „Vasile Alecsandri”, prima din oraș, înființată în anul 1961, care astăzi are ca obiectiv învățământul didactic și cercetarea științifică.
- Universitatea „George Bacovia”

### Monumente și locuri de interes

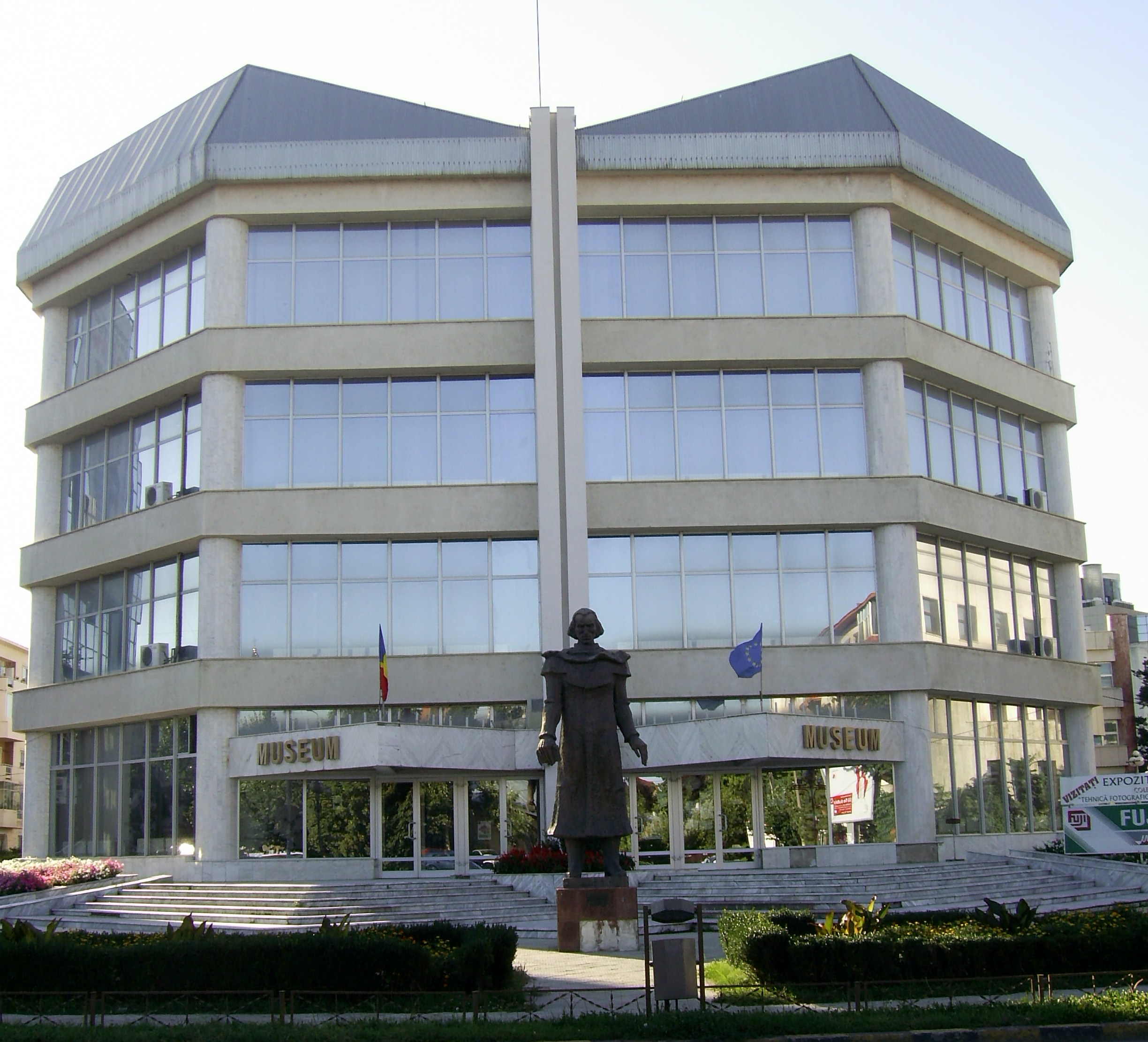
Clădirea Complexului Muzeal din Bacău

Obiectivele turistice includ Casa memorială George Bacovia sau Complexul Muzeal de Științele Naturii „Ion Borcea”. Observatorul astronomic al Bacăului este unul dintre puținele din România, iar foarte aproape de centrul orașului se află statuia lui Ștefan cel Mare.
În oraș se află și cea mai mare biserică catolică din Estul Europei, Casa memorială George Bacovia și Casa memorialǎ Nicu Enea.

### Muzee
- Complexul Muzeal de Științele Naturii „Ion Borcea”
- Complexul Muzeal „Iulian Antonescu”
- Galeriile de Artă Ceramică „Anton Ciobanu”
- Vivariu
- Casa memorialǎ „Nicu Enea”
- Casa memorială „George Bacovia”

### Lăcașuri de cult

Biserica Înălțarea Domnului
Biserica romano-catolică Sfinții Petru și Paul
Biserica Sfântul Ilie
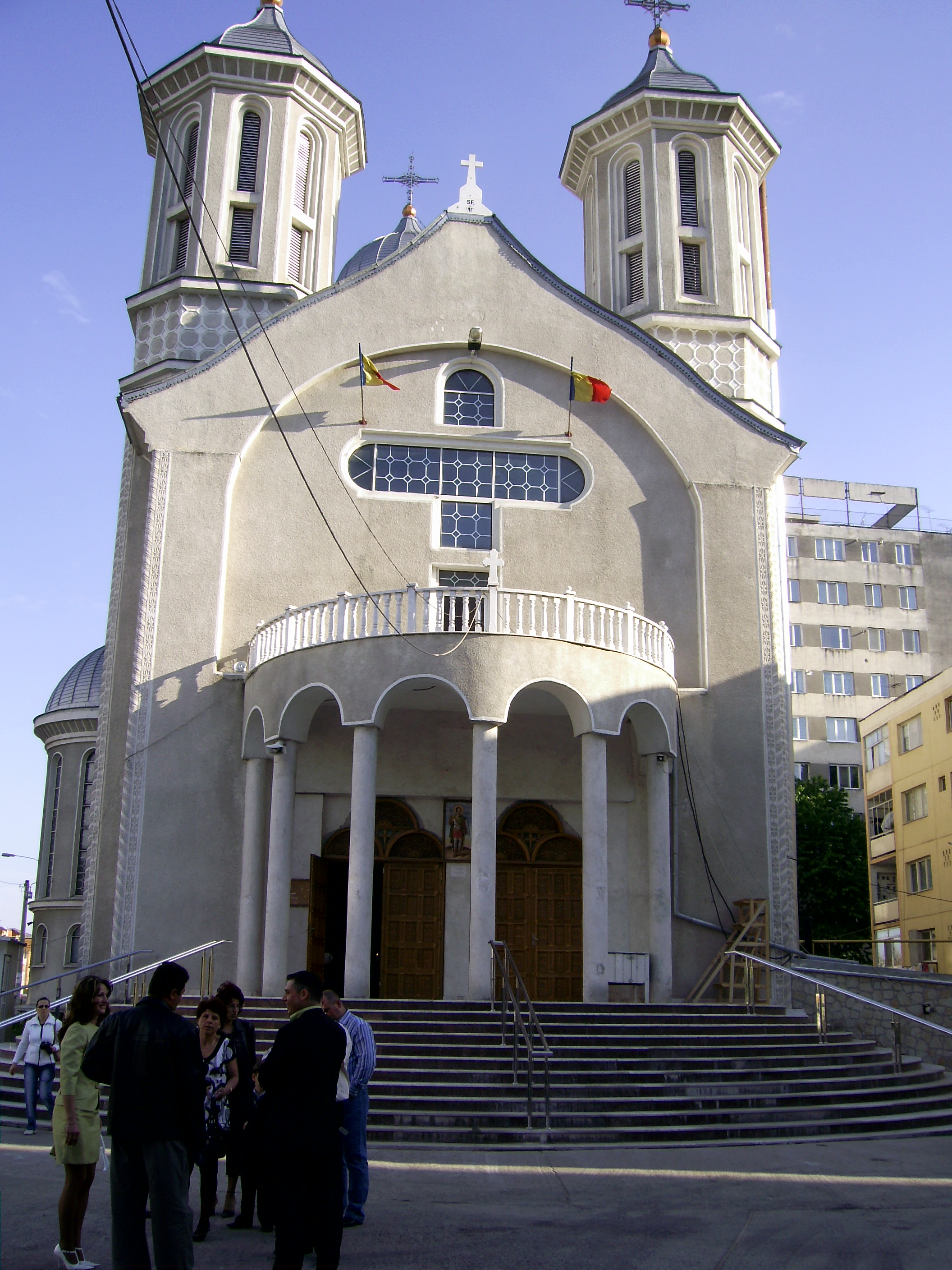
Biserica Sf. Dumitru
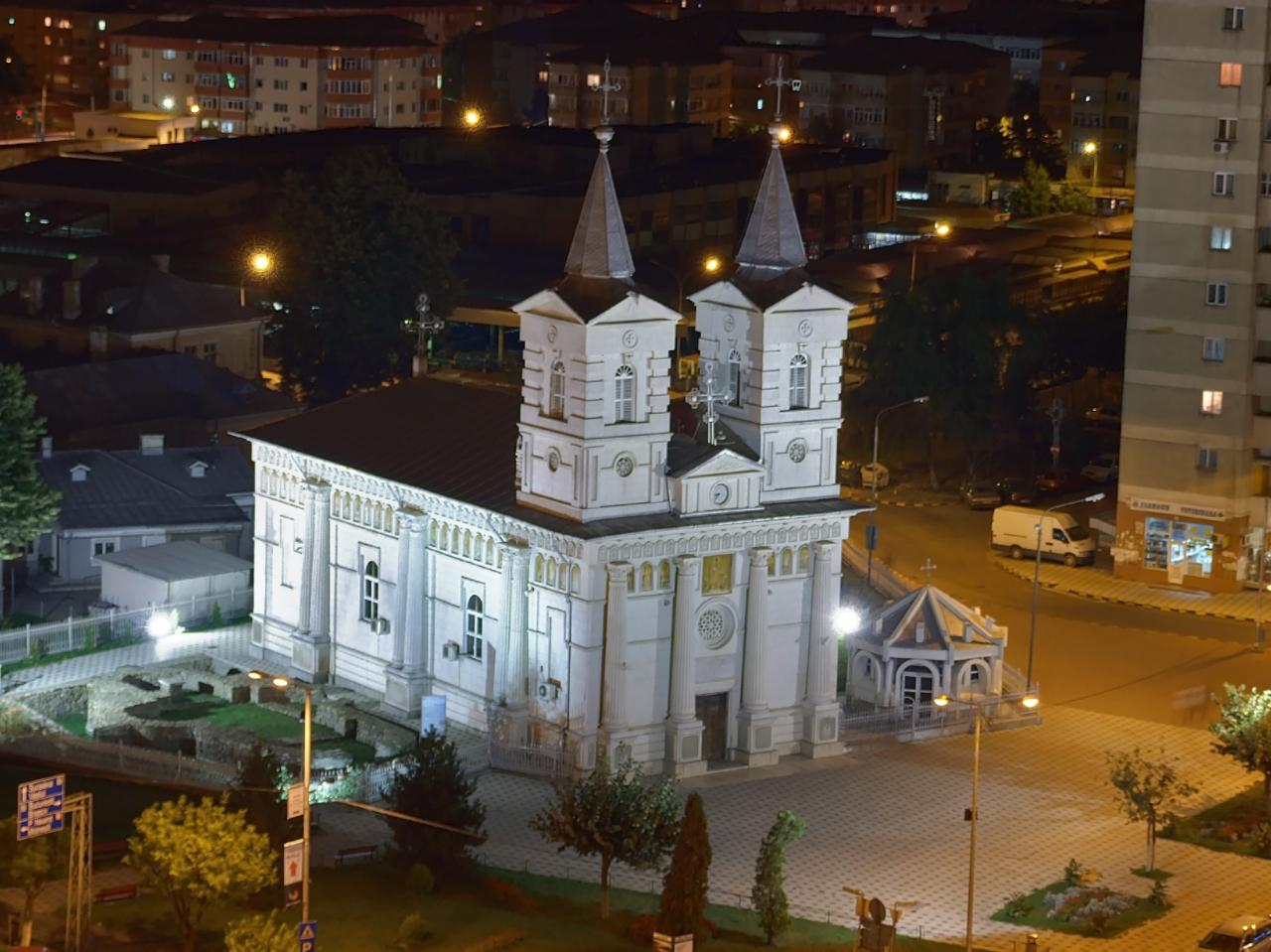
Biserica creștin-ortodoxă Sfântul Nicolae
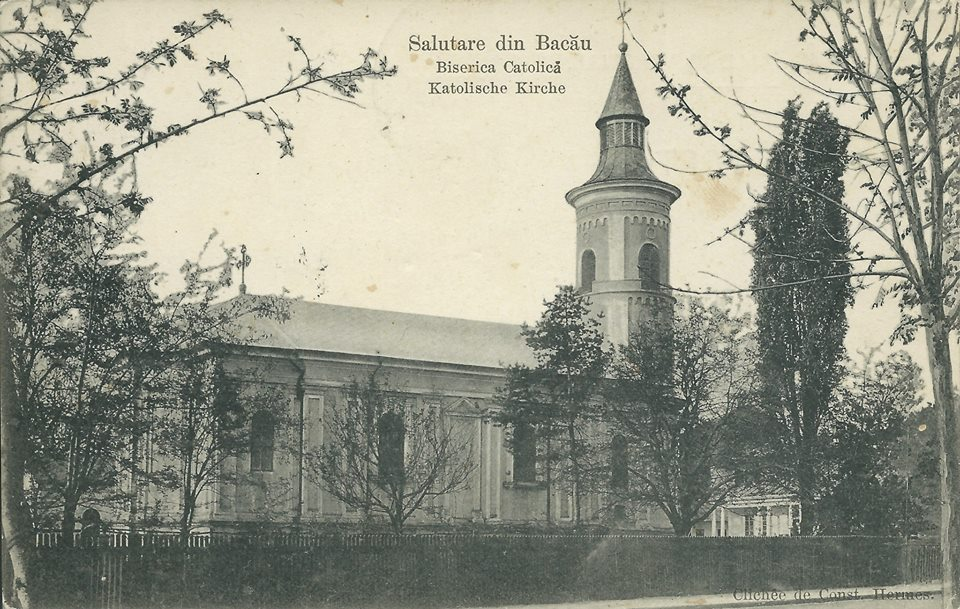
Biserica romano-catolică Sfântul Nicolae
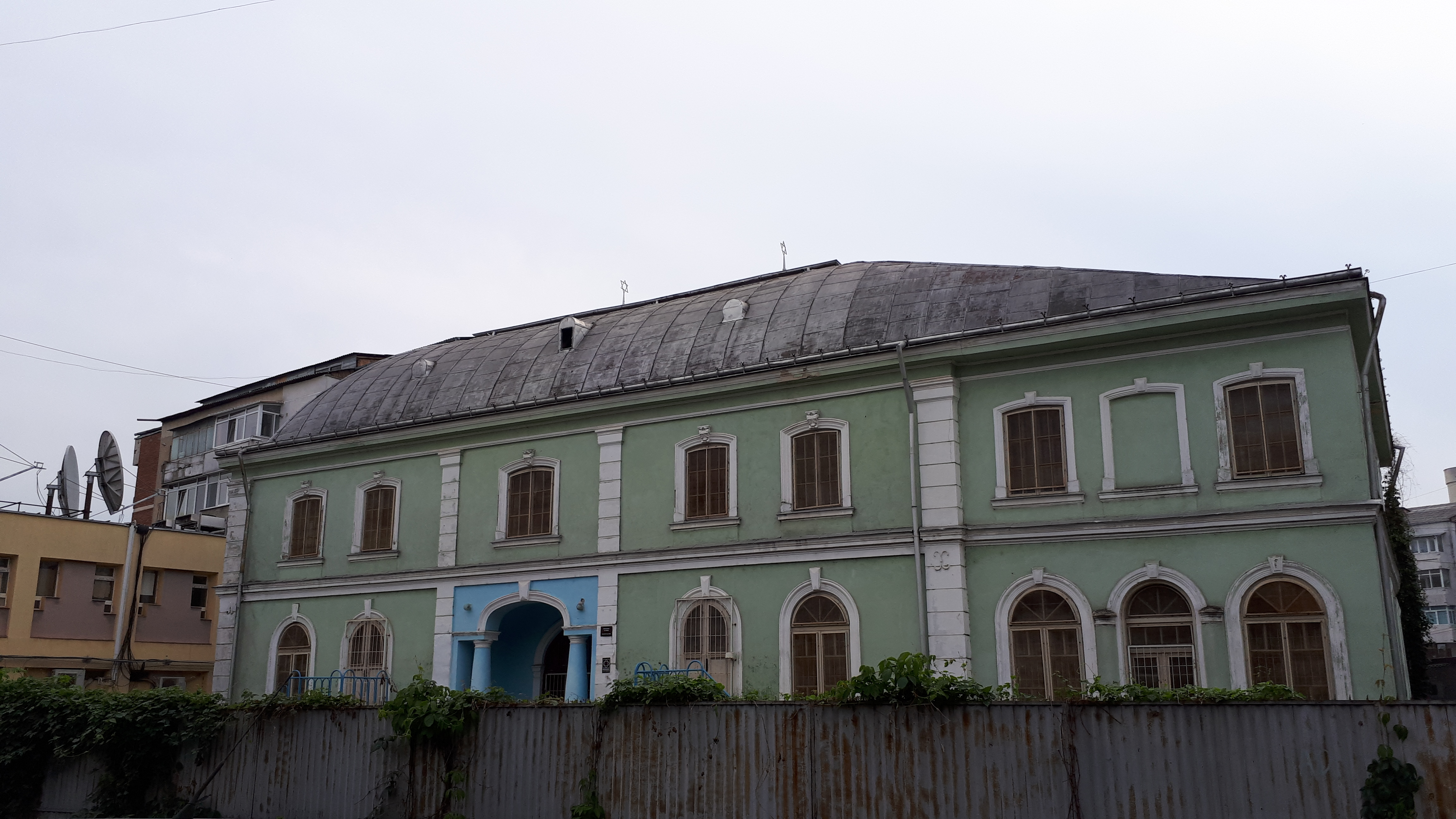
Sinagoga Mare

Orașul oferă un mare număr mare de biserici, cea mai importantă fiind Biserica Înălțarea Domnului. Biserica romano-catolică Sfinții Petru și Paul este cea mai înaltă clădire din oraș.
De asemenea, în Bacău există biserica și ruinele Curții Domnești unde a locuit Alexandru-Vodă, fiul și co-regentul lui Ștefan cel Mare. Biserica „Precista", a fost sfințită la 1 ianuarie 1491, arhitectura fiind tipică pentru seria ctitoriilor domnești din acea epocă. Biserica a fost renovată de către Vasile Lupu în 1641, fiind apoi închinată ctitoriei sale, Sfinții Trei Ierarhi, de la Iași.
Importantă mai este și Biserica Sfântul Ilie, o biserică Ortodoxă construită în stil vechi, și Biserica Sfântul Ioan.
Biserica Sfânta Treime este de cult protestant, și Biserica Creștină După Evanghelie Elim este de cult neoprotestant.
În afara clădirilor de cult creștin, și comunitatea evreiască este prezentă cu un lăcaș de cult: Sinagoga Mare. Construită în anul 1880, clădirea cunoscută sub numele de „Templul Cerealierilor”, face parte din patrimoniul regional și este singura sinagogă care a mai rămas din cele 24 care au existat la începutul secolului trecut în Bacău.
În Bacău se mai pot găsi și următoarele biserici:
- Biserica Acoperământul Maicii Domnului
- Biserica Adventistă De Ziua A Șaptea
- Biserica Adventistă Speranța
- Biserica Creștină După Evanghelie Elim
- Biserica Creștină După Evanghelie Filadelfia
- Biserica Creștină După Evanghelie Buna Vestire

### Teatre

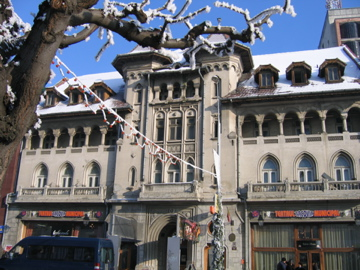
Teatrul Municipal Bacovia

- Teatrul Municipal Bacovia [34] (având ca secție pentru copii și tineret Teatrul de Animație), înființat în august 1948.
- Teatrul de vară Radu Beligan, construit în anii '60, lângă actualul Parc Cancicov, se înfățișa sub forma unui amfiteatru descoperit. În primăvara anului 2008 au fost demarate lucrările de reconstrucție a teatrului, realizându-se astfel o clădire unicat în România, cu arce de lemn lungi de 50 de metri ce definesc o structură moderna de peste 2200 metri pătrați.

### Alte clădiri, monumente și locuri
- Casa de Cultură „Vasile Alecsandri” și piațeta sa cu arteziene ce țâșnesc direct din asfalt.
- Ateneul „Mihail Jora”, ridicat la insistențele dirijorului băcăuan de talie internațională, Ovidiu Bălan, care a fost și director 42 de ani.
- Statuia lui Ștefan cel Mare, așezată în giratoriul din Piața Catedralelor (din fața Catedralei Ortodoxe "Înălțarea Domnului").
- Statuia lui George Bacovia, opera sculptorului Constantin Popovici (1938-1995), e amplasată în centrul orașului, lângă Biblioteca Județeană „Costache Sturdza”. Statui ale unor personalități celebre ale României se află în Parcul Cancicov.
- Festivalul Obiceiurilor de Iarnă adună artiști populari din regiune în preajma Crăciunului
- Observatorul Astronomic „Victor Anestin”

### Parcuri, arii protejate
- Parcul dendrologic Hemeiuș, situat la nord de Bacău are o suprafață de 47,5 ha. Aici cresc peste 500 specii de plante lemnoase, dintre care 370 exotice.
- Insula de agrement este o insulă artificială, creată în mijlocul unui lac format de râul Bistrița, amenajată pentru agrement, cu locuri de plajă și pentru practicarea sporturilor în aer liber. Se pot face plimbări cu barca în jurul insulei.
- Parcul Trandafirilor
- Parcul Cancicov
- Parcul Catedralei
- Lacurile de acumulare Buhuși - Bacău - Berești (arie de protecție specială avifaunistică)

### Muzică
Filarmonica Mihail Jora înființată la 16 octombrie 1956, a realizat un continuu crescendo, grație activității muzicale desfășurate sub îndrumarea dirijorilor Eugen Pricope, Igor Ciornei, Ovidiu Balan și calității profesionale a membrilor orchestrei.

### Radio
Posturi de radio disponibile în oraș sunt următoarele: Dream FM (98.0 MHz), Pro FM, Radio 21, Europa FM, Itsy Bitsy, Magic FM, Radio Trinitas, Kiss FM, Radio ZU, Vibe FM și posturile de radio oferite de Societatea Română de Radiodifuziune.

### Televiziuni
- Realitatea TV
- TV Kit - DE BACĂU
- Euro TV

### Ziare
- Evenimentul - cotidian regional al Moldovei, ediția Bacău
- Bacău Expres [36]
- Deșteptarea[37] este un cotidian de informații generale și secțiune extinsă de anunțuri de mică publicitate ce apare de luni până sâmbătă în tot județul, succesorul biroului local „Steagul Roșu”.
- Înainte! - ediție de Bacău [38] - ziar fondat în anul 1944.
- Observator de Bacău[39]
- Ziarul de Bacău [40]
- Santinela de Bacău - ziar apărut în 1839.
- Bacau.ro [41] - site de știri din județul Bacău.

## Persoane notabile legate de orașul Bacău

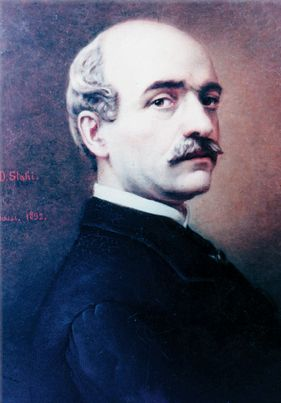
Vasile Alecsandri
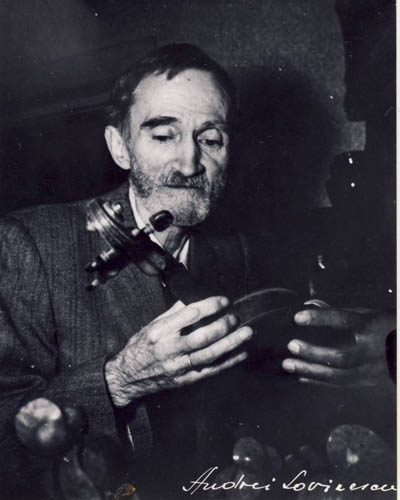
George Bacovia
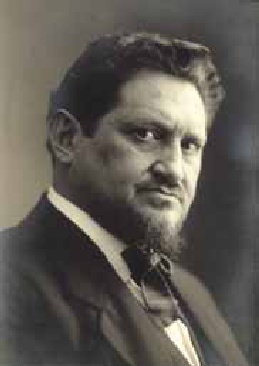
Nicolae Vermont
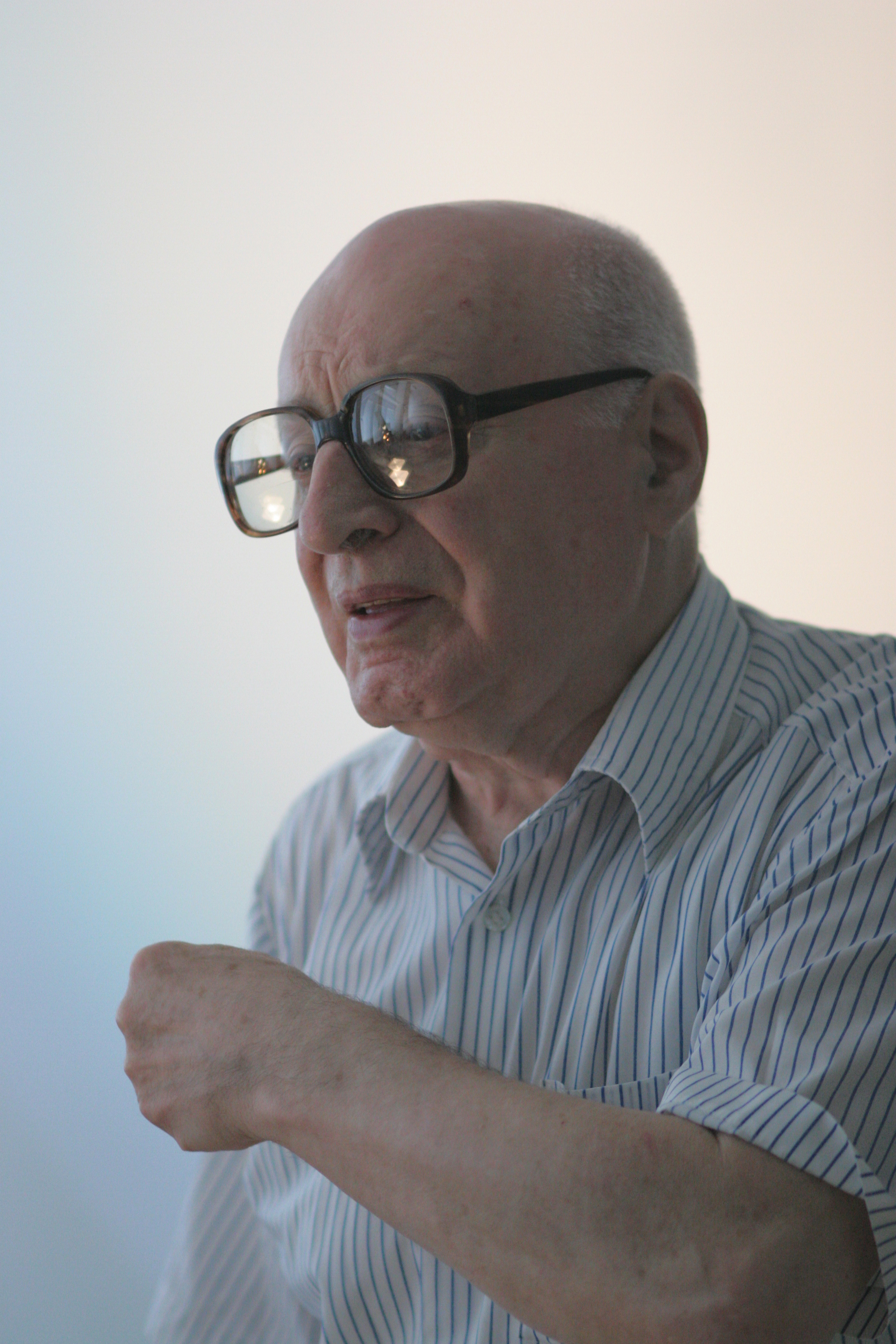
Solomon Marcus
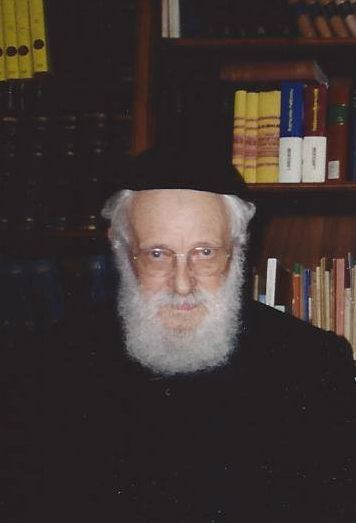
Alexandru Șafran
Mircea Cancicov
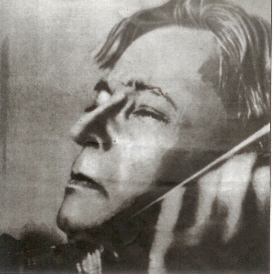
George Enescu
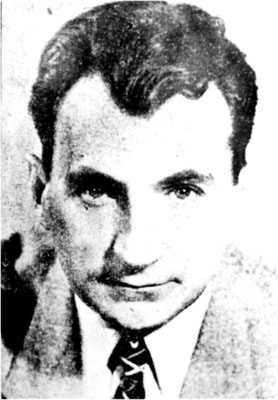
Lucrețiu Pătrășcanu
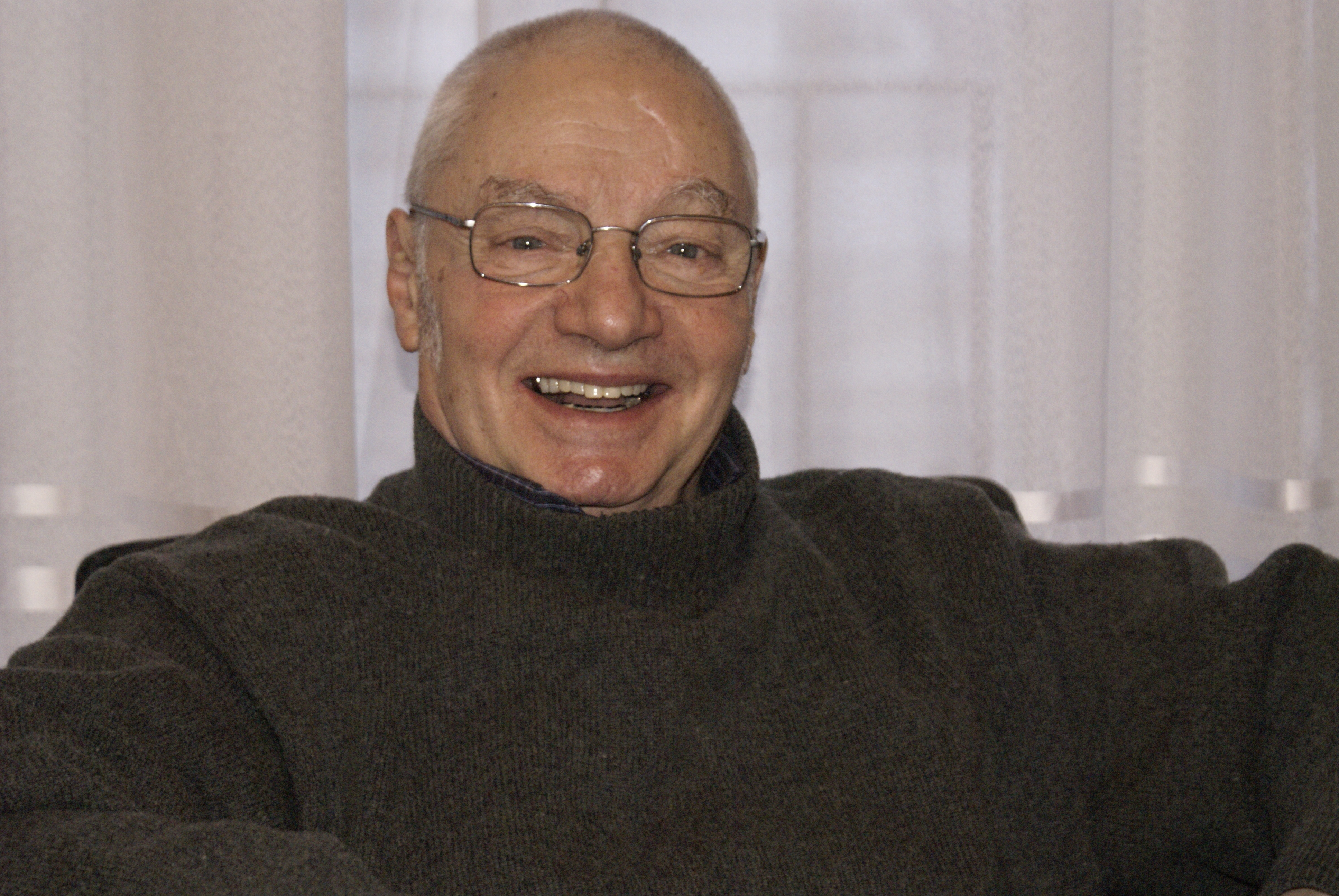
George Bălăiță
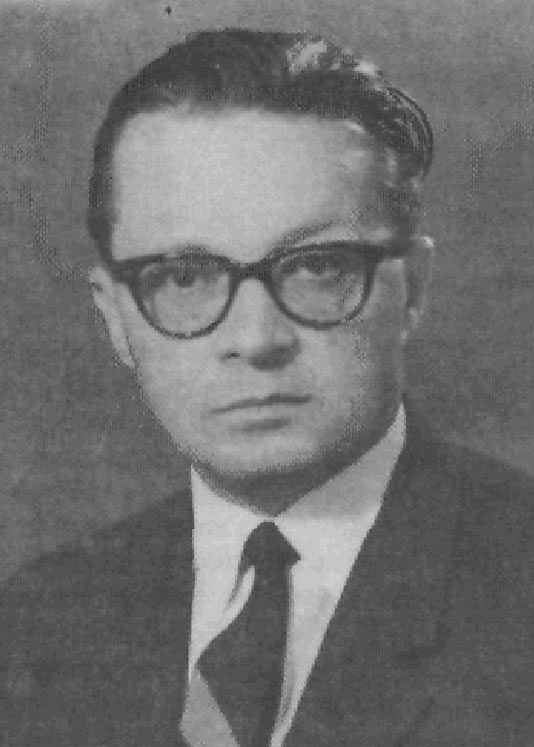
Ion Frunzetti
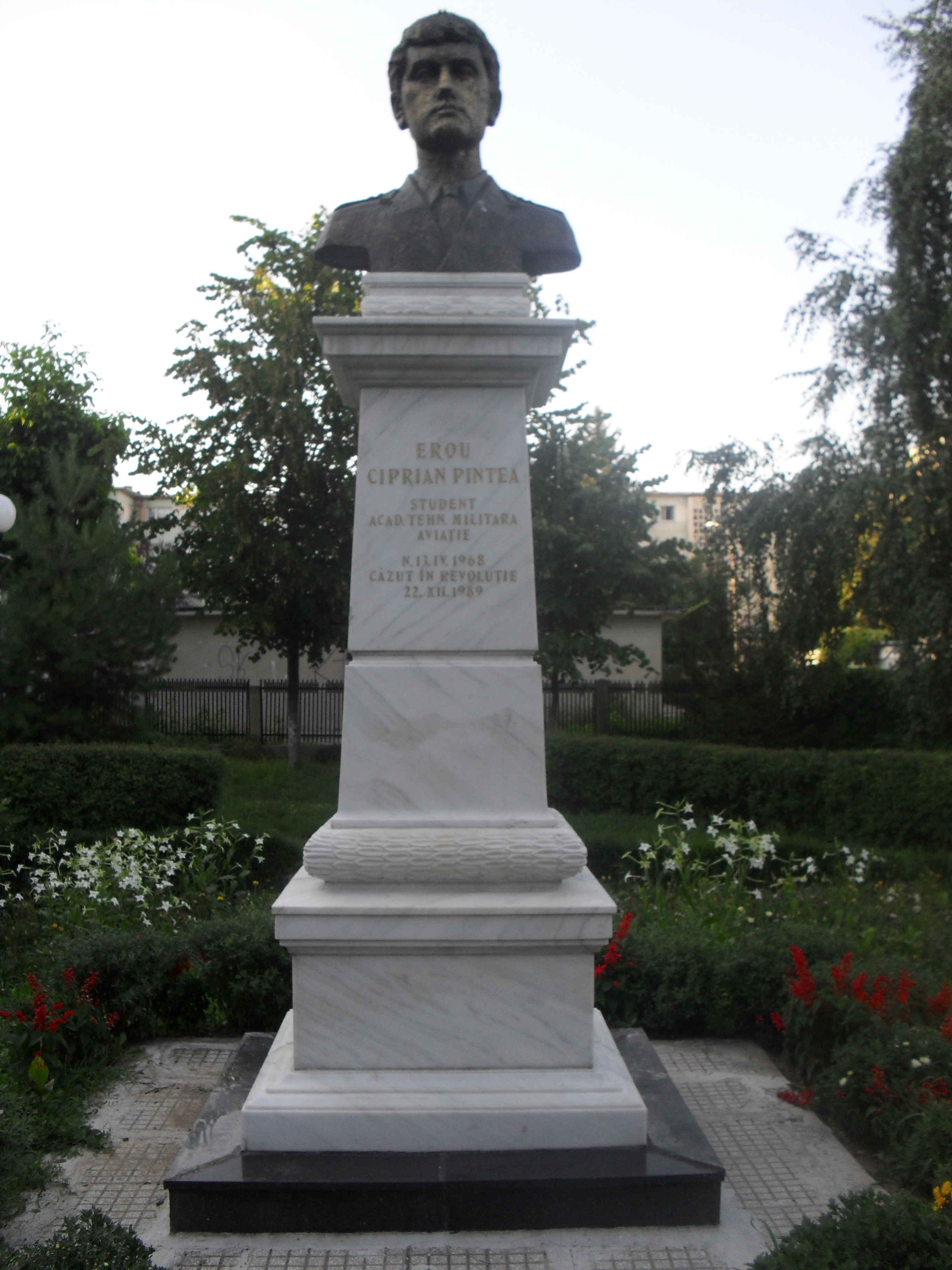
Statuia lui Ciprian Pintea din Bacău, erou al Revoluției Române din 1989

## Evenimente băcăuane

### Zilele Bacăului
Se organizează în fiecare an în jurul lunii octombrie.

### Festivalul Arlekin

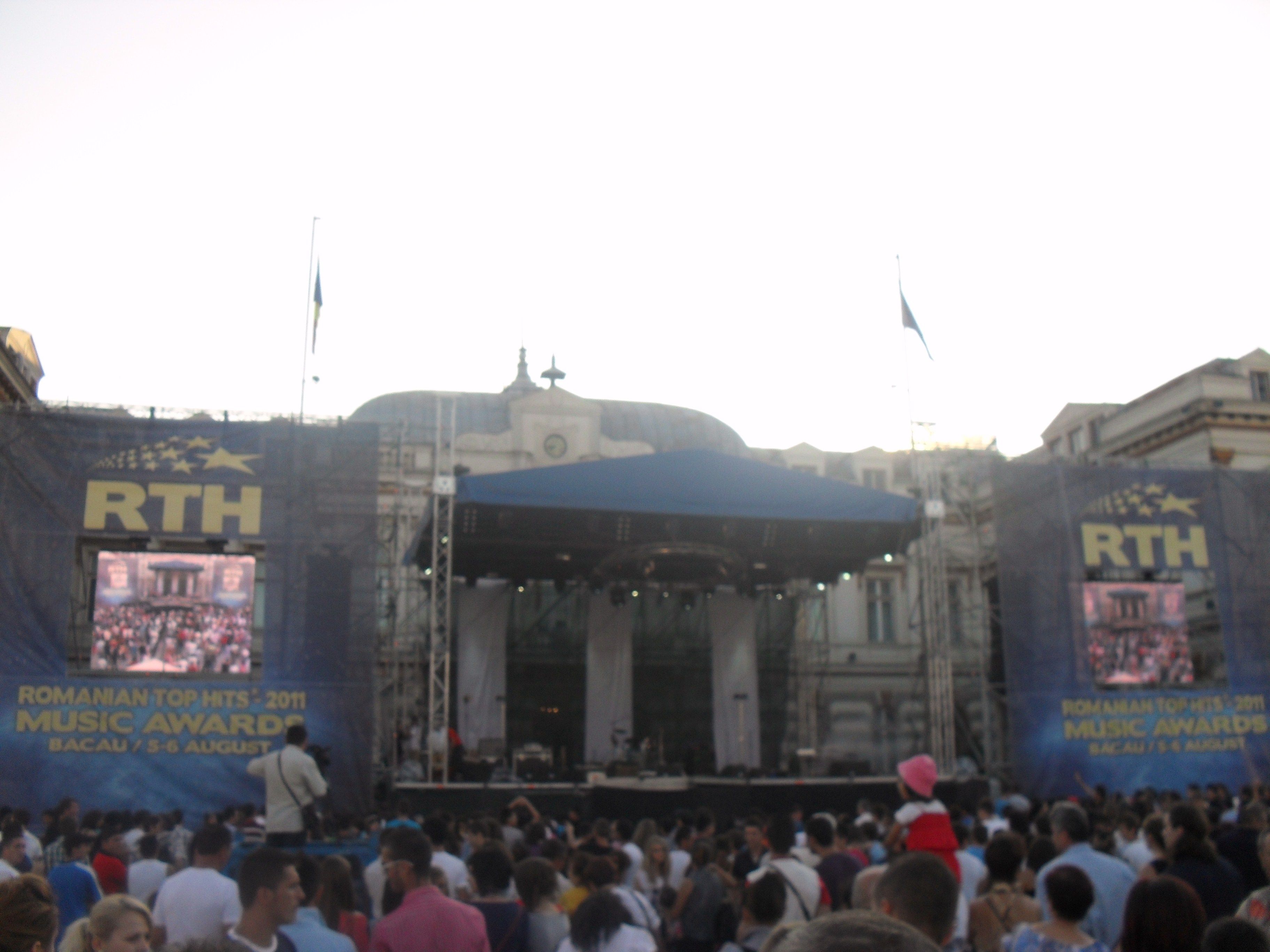
Romanian Top Hits în 2011.

Organizat la începutul lunii iunie, Festivalul Arlekin era gândit pentru cei mai mici. Se deschidea anual cu o paradă a școlilor și a liceelor băcăuane. Pentru această ocazie era amplasată o scenă pe care evoluau elevi, artiști, trupe, ansambluri diverse etc.

### Gala Premiilor Comunității Băcăuane

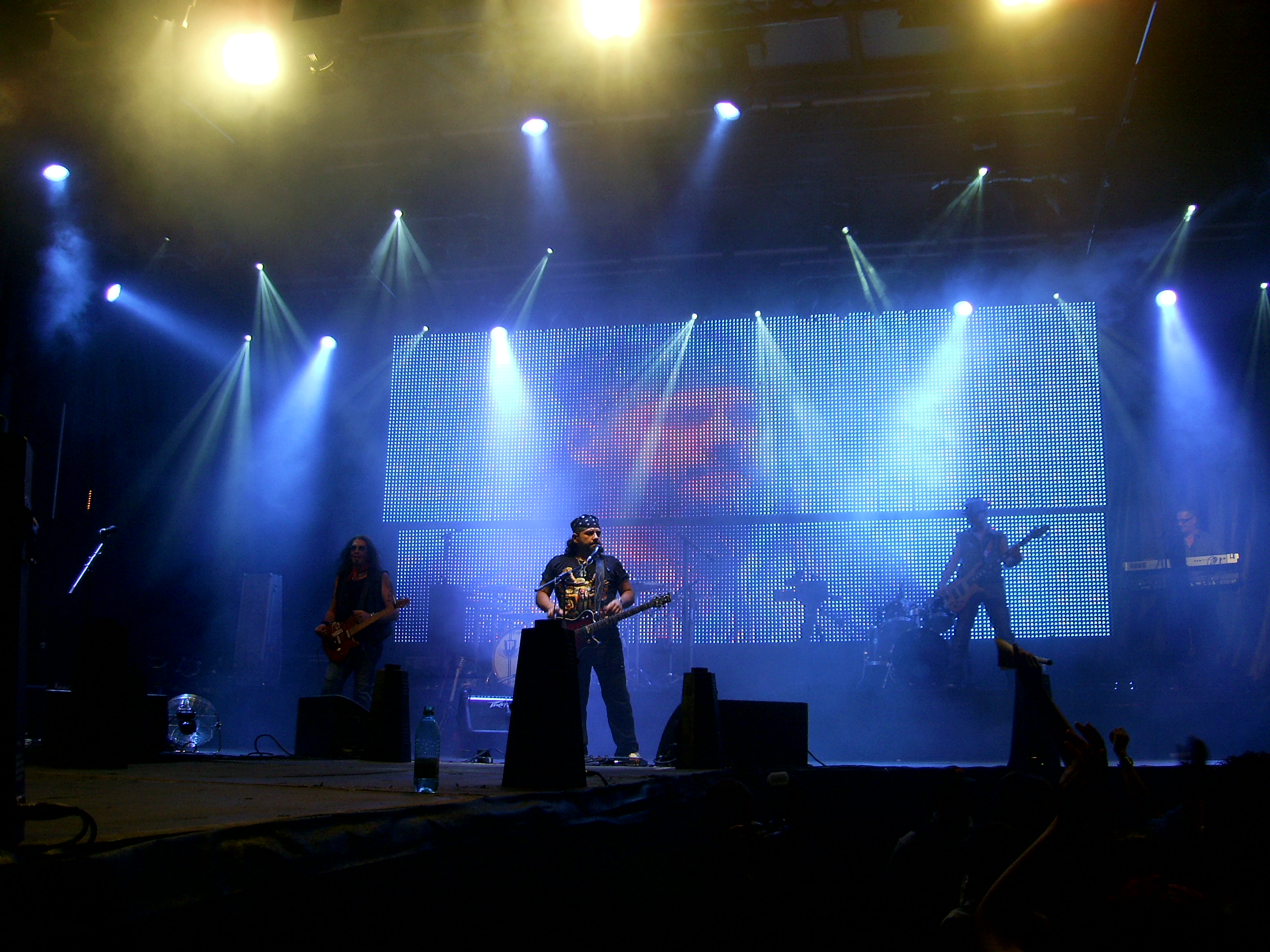
Serbările Timișoreana în 2011.

Este cel mai important eveniment local de recunoaștere și stimulare a responsabilității sociale care a devenit o tradiție în comunitatea de afaceri. În același timp, Gala Premiilor Comunității reprezintă cea mai importantă acțiune de strângere de fonduri pentru susținerea programelor sociale, medicale și educaționale.

### Young Island Festival
Young Island Festival a fost înființat pe Insula de Agrement, în anul 2021. Prima ediție a avut ca invitați pe Markus Schulz, Mahmut Orhan, Inna, Șuie Paparude, Manuel Riva, Sasha Lopez și alții.

## Sport
Sportul în orașul Bacău are o mare tradiție.

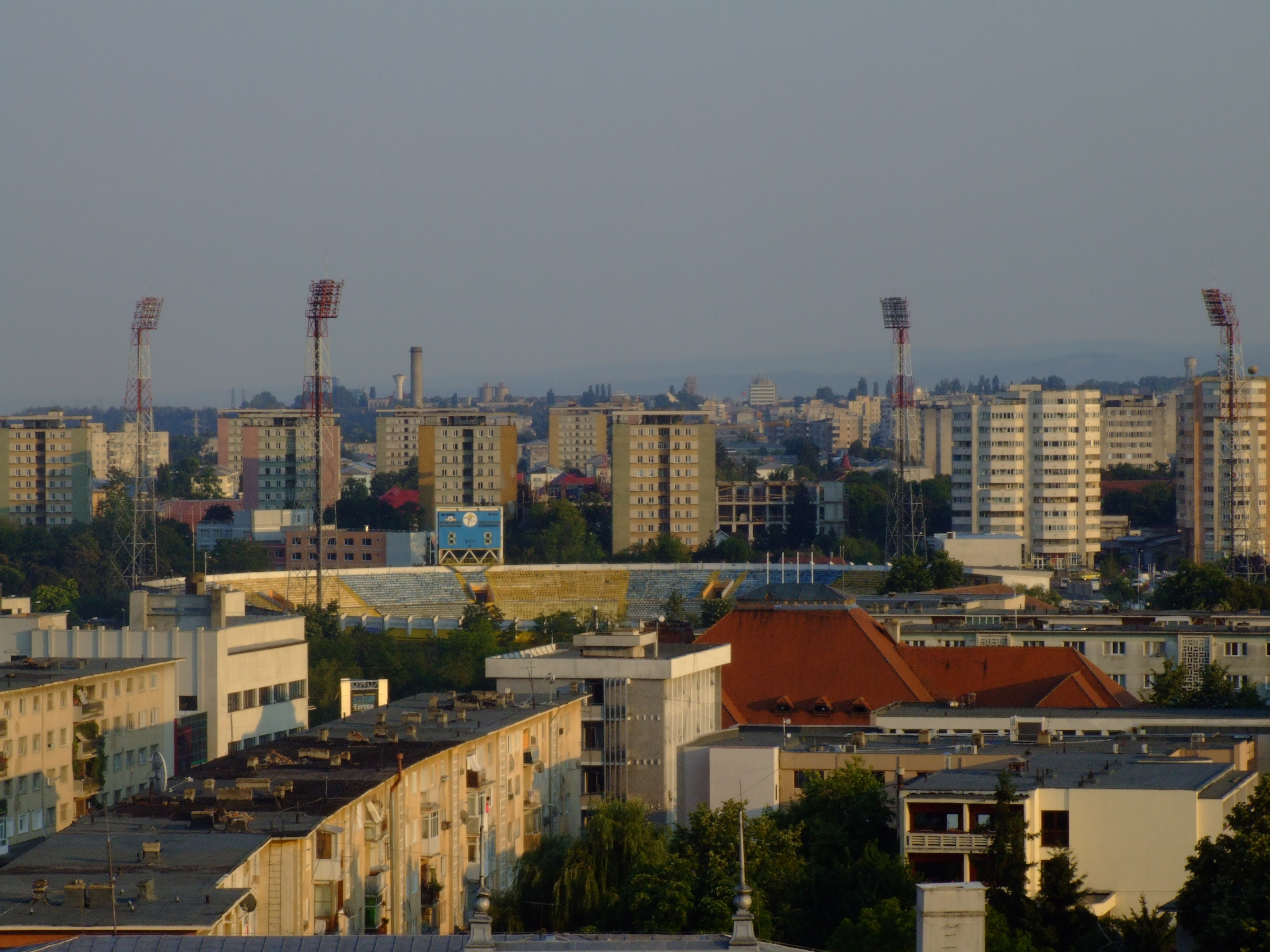
Vedere a Stadionului Municipal Bacău.

### Fotbal

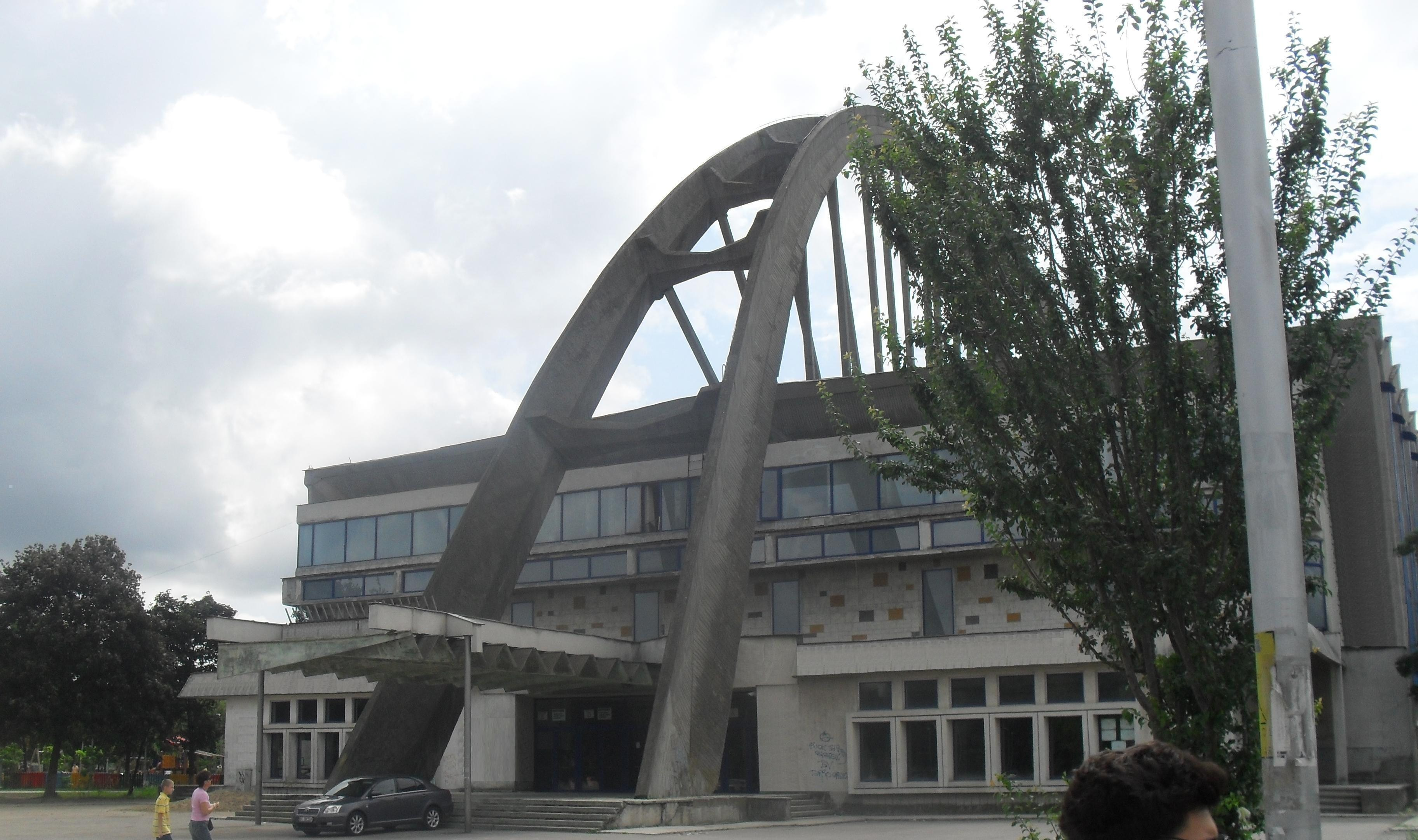
Sala Sporturilor.

- Fotbalul este reprezentat de Fotbal Club Municipal Bacău[43], nascută în 1950, este una dintre cele mai vechi echipe din România, și prima care a reușit să ajungă în sferturile de finală ale unei competiții europene.
- Echipa SC Bacău[44], echipă fondată în 2006 sub numele de Mesagerul Bacău, în iulie 2010 schimbându-și numele în cel actual. În sezonul 2012/2013 echipa va juca în Liga a III-a.

### Handbal
Foarte urmărită este echipa de handbal masculin Știința Municipal Bacău, echipă fondată în 1962 și care în sezonul 2011/2012 s-a clasat pe locul 2 în Liga Națională.

### Volei
Echipa feminină de volei Știința Bacău este o multiplă campioană națională a României, câștigând campionatul în sezoanele 1997-1998, 2004-2005, 2012-2013 și 2013-2014. De asemenea, de nenumărate ori a reușit să termine în poziția de vicecampioană. Astfel, echipa este una din cele mai titrate din țară.
Gimnastică
Sala de gimnastică SCM bacău
Cele mai bune rezultate din gimnastică până în 1975:
1953 componentă a lotului reprezentativ, Marina Secară-Bibire ia startul, între 1956-1960, în 24 de întâlniri internaționale, cucerind o bogată colecție de medalii.
1954 câștigarea de patru ori consecutiv, a „Cupei Federației Române de Gimnastică”, pe echipe – 1968, 1969, 1970, 1971.
1955 cucerirea titlului de campioană republicană pe echipe, categoria „maestre” – 1972.
1956 selecționarea în echipa națională a gimnastelor Marina Bibire, între 1956-1960, Maria Andrioae, între 1961-1967, Felicia Dornea, între 1966-1972, Gabriela Trușcă, între 1971-1975; participarea gimnastelor Maria Andrioae (Dortmund-1966) și Gabriela Trușcă (Varna-1974) la Campionatele Mondiale.
Sportivi reprezentativi
Cei mai reprezentativi sportivi din gimnastica:
- ANA MARIA BORDEIANU
- MARIA ANDRIOAIE
- CAMELIA ANDRONIC
- GABRIELA TRUSCA
- GABRIELA POTORAC
- MONICA ROSU
- NEAGU MADALINA[necesită citare]

### Clădiri dedicate sportului
- Stadionul Municipal
- Bazinul Olimpic de înot
- Sala Sporturilor

## Galerie

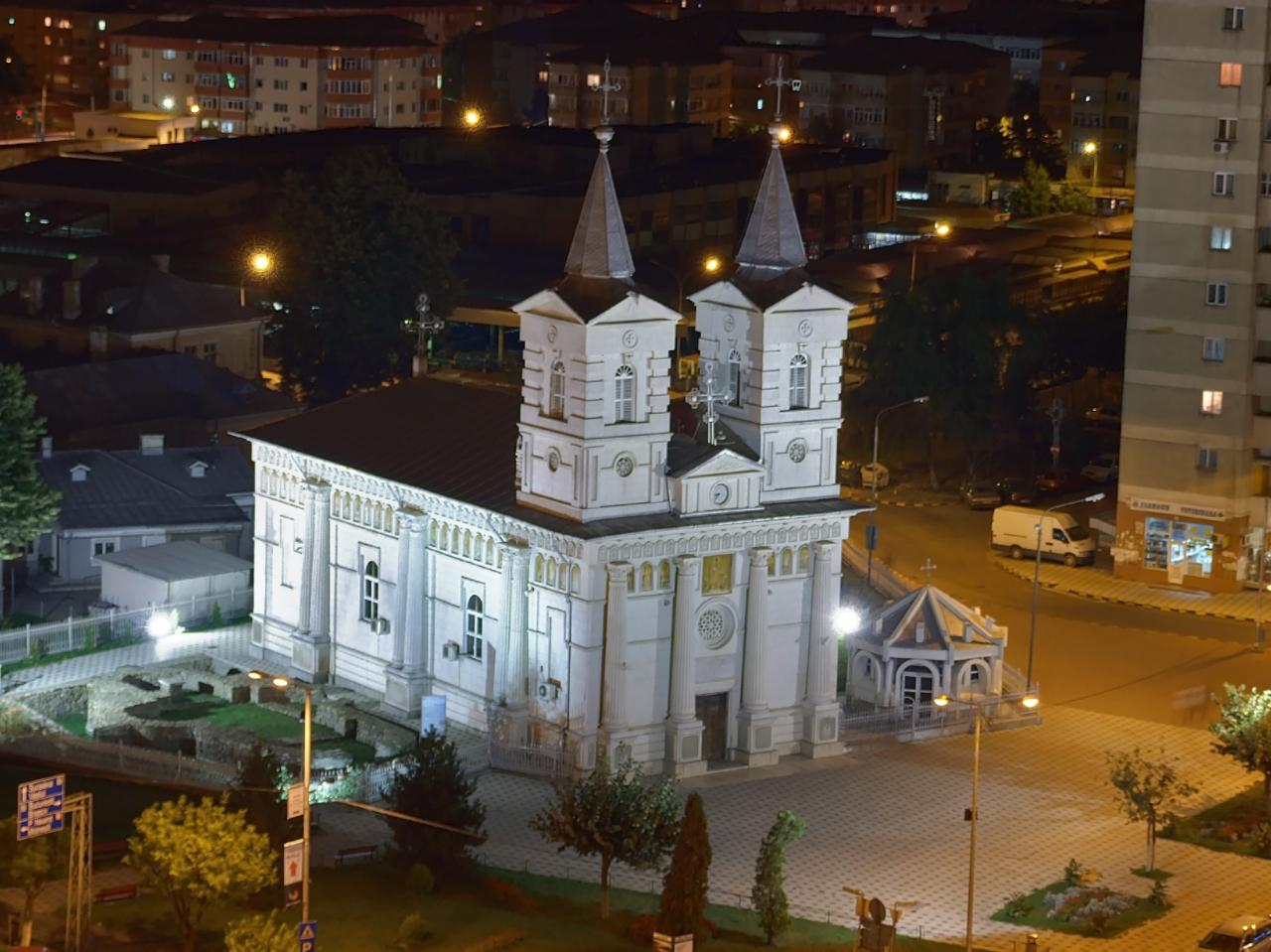
Catedrala Sf. Nicolae
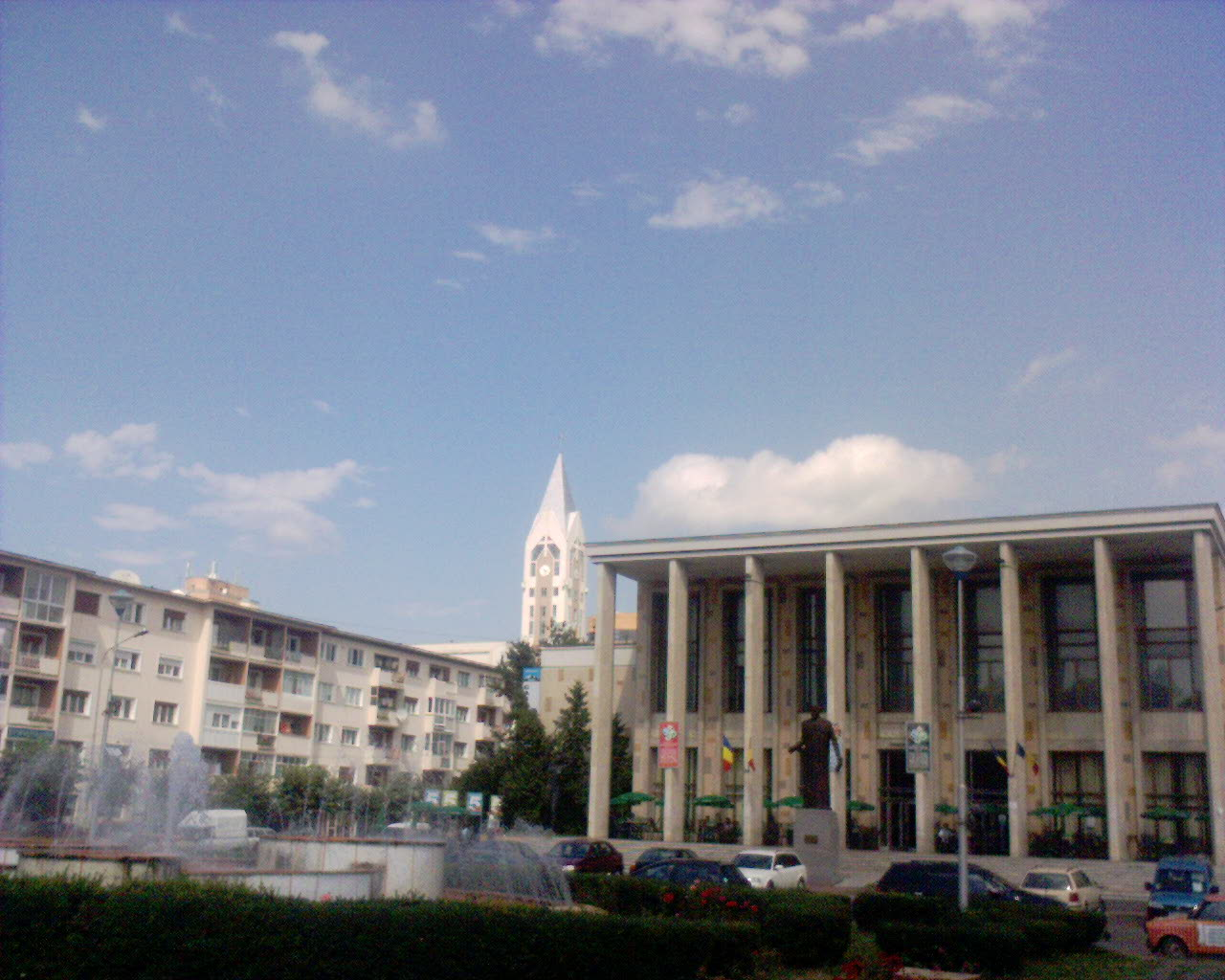
Casa de Cultură
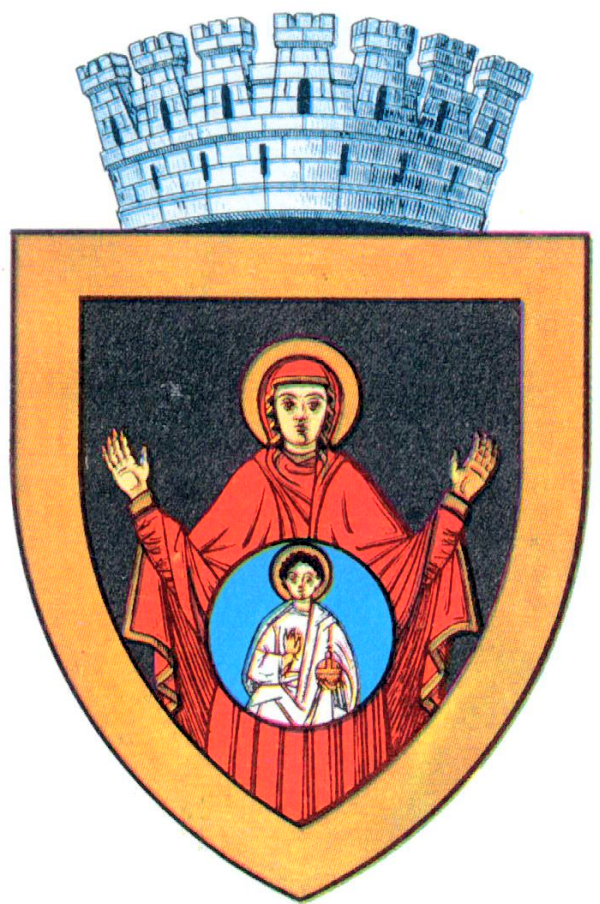
Stema orașului în perioada interbelică
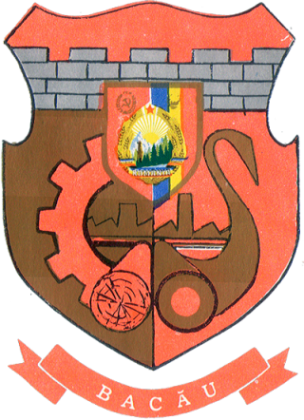
Stema în perioada comunistă